# Episodi di The Originals (terza stagione)
La terza stagione della serie televisiva The Originals, composta da ventidue episodi, è stata trasmessa sul canale statunitense The CW dall'8 ottobre 2015 al 20 maggio 2016.
In Italia, la stagione è stata trasmessa in prima visione assoluta dal 14 aprile all'8 settembre 2016 su Premium Action di Mediaset Premium. È stata trasmessa in chiaro dal 1º dicembre 2016 al 27 aprile 2017 su La5.
A partire da questa stagione entra nel cast principale Riley Voelkel. Durante questa stagione escono dal cast principale Leah Pipes e Danielle Campbell. Claire Holt ricompare come guest star. Paul Wesley e Zach Roerig di The Vampire Diaries compaiono come guest star.
Gli antagonisti principali sono i primi discendenti degli Originali e la Bestia.
| n° | Titolo originale                    | Titolo italiano                        | Prima TV USA     | Prima TV Italia   |
| -- | ----------------------------------- | -------------------------------------- | ---------------- | ----------------- |
| 1  | For the Next Millennium             | Per il prossimo millennio              | 8 ottobre 2015   | 14 aprile 2016    |
| 2  | You Hung the Moon                   | Minaccia imminente                     | 15 ottobre 2015  | 21 aprile 2016    |
| 3  | I'll See You in Hell or New Orleans | Ci vediamo all'Inferno o a New Orleans | 22 ottobre 2015  | 28 aprile 2016    |
| 4  | A Walk on the Wild Side             | Il lato selvaggio                      | 29 ottobre 2015  | 5 maggio 2016     |
| 5  | The Axeman's Letter                 | La lettera di Axeman                   | 5 novembre 2015  | 12 maggio 2016    |
| 6  | Beautiful Mistake                   | Un meraviglioso errore                 | 12 novembre 2015 | 19 maggio 2016    |
| 7  | Out of the Easy                     | Il rapimento                           | 19 novembre 2015 | 26 maggio 2016    |
| 8  | The Other Girl in New Orleans       | L'altra ragazza di New Orleans         | 3 dicembre 2015  | 2 giugno 2016     |
| 9  | Savior                              | Il salvatore                           | 10 dicembre 2015 | 9 giugno 2016     |
| 10 | A Ghost Along the Mississippi       | Un fantasma lungo il Mississippi       | 29 gennaio 2016  | 16 giugno 2016    |
| 11 | Wild at Heart                       | Nel regno dei morti                    | 5 febbraio 2016  | 23 giugno 2016    |
| 12 | Dead Angels                         | La caduta degli angeli                 | 12 febbraio 2016 | 30 giugno 2016    |
| 13 | Heart Shaped Box                    | Sepolta viva                           | 19 febbraio 2016 | 7 luglio 2016     |
| 14 | A Streetcar Named Desire            | L'alleanza                             | 26 febbraio 2016 | 14 luglio 2016    |
| 15 | An Old Friend Calls                 | Un vecchio amico                       | 4 marzo 2016     | 21 luglio 2016    |
| 16 | Alone with Everybody                | Da solo con tutti                      | 1º aprile 2016   | 28 luglio 2016    |
| 17 | Behind the Black Horizon            | Dietro l'orizzonte nero                | 8 aprile 2016    | 4 agosto 2016     |
| 18 | The Devil Comes Here and Sighs      | La forza misteriosa                    | 15 aprile 2016   | 11 agosto 2016    |
| 19 | No More Heartbreaks                 | Morire d'amore                         | 29 aprile 2016   | 18 agosto 2016    |
| 20 | Where Nothing Stays Buried          | In cerca di vendetta                   | 6 maggio 2016    | 25 agosto 2016    |
| 21 | Give 'Em Hell, Kid                  | Il nuovo re                            | 13 maggio 2016   | 1º settembre 2016 |
| 22 | The Bloody Crown                    | La profezia                            | 20 maggio 2016   | 8 settembre 2016  |

## Per il prossimo millennio
- Titolo originale: For the Next Millennium
- Diretto da: Lance Anderson
- Scritto da: Michael Narducci

### Trama
L'episodio si apre con un flashback, nel 1002 d.C., ai tempi in cui i fratelli Mikaelson, tutti e cinque insieme, ancora poco esperti nell'uso dei loro poteri e inconsapevoli dell'uso del soggiogamento, stavano scappando da Mikael e uccidono delle persone che viaggiavano su una carrozza, nutrendosi di loro. Finn e Kol pensano sia utile dividersi per riuscire a scappare meglio da Mikael, ma Elijah non è d'accordo perché hanno giurato di stare uniti. Tornando agli eventi presenti, sono passati sei mesi dalla morte di Dahlia, sono cambiate molte cose, Freya aiuta Klaus a prendersi cura di Hope, invece Marcel è il capo del quartiere, inoltre ha aperto una palestra nella vecchia chiesa per i futuri vampiri. Davina è la reggente delle streghe e, nonostante la sua amicizia con Marcel, non intende più aiutare i vampiri, nemmeno nel fabbricare gioielli solari, per paura di perdere il rispetto della congrega, cosa che succederebbe se pensassero che simpatizza per loro. Elijah a stento parla con Klaus, non solo per aver maledetto Hayley e il suo branco, obbligandoli a restare nella loro forma di lupo per sempre, tornando umani solo nelle notti di luna piena, ma anche perché non dimostra il minimo rimorso. Quando Hayley ritorna umana Elijah porta Hope alla palude per farle passare un po' di tempo con lei. Klaus continua a vedersi con Camille per delle sedute di terapia, anche se non lo aiutano a stare meglio con sé stesso. Vincent porta Camille in una scena del crimine, infatti un suo amico, il detective Will Kinney, ha chiesto un consulto perché la morte della vittima non sembra normale: oltre al fatto che ha dei tagli profondi alle due estremità della bocca, il corpo è rimasto in piedi con delle funi, inoltre non ci sono segni di lotta, dunque è ovvio che è stato legato alle funi con la compulsione, quindi è implicito che il colpevole è un vampiro. Con un altro flashback Rebekah si accorge che le persone nella carrozza stavano andando alla festa nella tenuta del conte, quindi lei propone di prendere le loro identità e di andare lì per potersi nascondere in bella vista in modo da vivere una vita più agiata, poi si accorgono che una persona è sopravvissuta, Lucien, il servo del conte che stava scortando gli ospiti, che pur di aver salva la vita si offre di accompagnare i Mikaelson alla festa ed educarli nella loro finzione. Elijah porta Hope alla palude dato che questa sarà una notte di luna piena, ma poi arrivano dei cacciatori che si pongono l'obiettivo di uccidere i lupi perché una multinazionale vuole edificare sulla palude. Klaus apre una galleria dove esporre i suoi quadri, ma l'ibrido ha l'inaspettata visita di Lucien, che è diventato un vampiro. Camille e Vincent chiedono a Marcel se è stato uno dei suoi vampiri a uccidere quella persona, ma lui risponde di no. Davina va da Marcel per chiedergli un consiglio, perché sta perdendo il controllo della congrega dato che non approvano il fatto che la ragazza non ha ancora dichiarato guerra ai vampiri, una di loro l'ha quasi uccisa con la sua magia, Marcel le dice che deve farsi rispettare con un atto di forza. Con un altro flashback, grazie agli insegnamenti di Lucien, gli Originali riescono a integrarsi alla festa, poi Klaus conosce i figli del conte: Tristan, che Lucien descrive come un sadico, e la sua bellissima sorella Aurora. Camille raggiunge Klaus alla mostra per chiedergli se è lui il killer misterioso, ma lui le dice di essere innocente, poi la ragazza se ne va. Freya raggiunge la palude e si prende cura di Hope, mentre Elijah uccide i cacciatori, senza però trovare Hayley. Klaus chiede a Lucien perché è arrivato a New Orleans, lui spiega che le fazioni di vampiri delle diverse linee di sangue sono in guerra e che il modo migliore per avere la meglio sulle altre controparti è quello di uccidere l'Originale capostipite, sembra che Lucien sia giunto a New Orleans proprio per assicurarsi che Klaus stia bene essendo il suo sire, poi lo invita nel suo lussuoso attico. Camille riceve una chiamata da Will, che le riferisce che un'altra persona è stata uccisa dal killer. Klaus va nell'attico di Lucien, e conosce una veggente di nome Alexis, che permette a Klaus di nutrirsi di lei, in questo modo potrà scrutare il suo destino, l'Originale la morde al collo, poi ascolta nella mente della veggente quella che sembra una profezia secondo cui da qui a un anno tutti gli Originali saranno morti, e quando la famiglia sarà divisa la Bestia comparirà. Klaus fa finta che ciò non lo preoccupi, ma è evidente che in realtà è spaventato, Lucien gli offre il suo aiuto ma lui lo rifiuta. Hayley, nella sua forma umana, viene attirata dalla magia di Davina che le offre dei vestiti e le propone un accordo. Klaus va a casa di Camille per una delle loro sedute, e le regala un dipinto, ma lei lo manda via di casa perché adesso è troppo occupata con le indagini del killer. Alla fine si vede Lucien, a casa sua, che si autoinfligge dei tagli sulle estremità della bocca, che poi guariscono col suo potere rigenerante, facendo intendere che è lui il killer. L'episodio si conclude con Aurora, ancora viva, che riceve un messaggio da un monaco, poi uccide lo stesso monaco, infine pronuncia la frase "Non manca molto".
- Special guest star: Claire Holt (Rebekah Mikaelson).
- Guest star: Nathaniel Buzolic (Kol Mikaelson), Andrew Lees (Lucien Castle), Oliver Ackland (Tristan de Martel), Rebecca Breeds (Aurora de Martel), Caspar Zafer (Finn Mikaelson), Jason Dohring (Detective Will Kinney).
- Altri interpreti: Stephanie Cleough (Alexis), Ted Barba (Aristocratico), William Neenan (Conte Martel), Courtney Lakin (Licantropa della Mezzaluna), Joyce Thi Brew (Kara Nguyen), Catherine Dyer (Madre), Dustin Lewis (Uomo con gli occhiali), Chelsea Hayes (Agente immobiliare), Matthew Rimmer (Cacciatore 1), Greg Sproles (Cacciatore 2), Nick Madrick (Cacciatore 3).
- Ascolti USA: telespettatori 890 000 – share (18–49 anni) 1%[2]

## Minaccia imminente
- Titolo originale: You Hung the Moon
- Diretto da: Jeffrey Hunt
- Scritto da: Carina Adly Mackenzie

### Trama
Elijah, portando Hope in braccio, si aggira nella palude per trovare Hayley, invece però trova Jackson, nella sua forma umana, ferito a causa delle trappole dei cacciatori. Elijah lo cura col suo sangue, dicendogli però che molti lupi sono stati uccisi dai cacciatori, Jackson invece gli dice che i pochi lupi sopravvissuti si sono smarriti, nonostante manchino solo cinque ore prima che lui ritorni a essere un lupo, Jackson insiste per aiutare Elijah a trovare Hayley dato che è suo marito. Camille inizia a fare delle indagini su Lucien, scaricando un video su di lui dal computer, Lucien è infatti un uomo di successo a capo di una società chiamata "Kingmaker Land Development". Davina si offre di aiutare Hayley convincendo gli spiriti degli Antenati a bloccare la maledizione di Dahlia accendendo la fiamma di una candela, ma a patto che Hayley uccida la strega che ha mancato di rispetto a Davina, Kara, infatti Davina non può ucciderla personalmente perché altrimenti ci sarebbe una rivolta da parte della comunità. Jackson e Elijah portano Hope alla villa dei Mikaelson e chiedono a Klaus se lui sa qualcosa riguardo allo sterminio dei lupi nella palude dato che è stata la società del suo amico Lucien, la Kingmaker Land Development, ad assoldare quei cacciatori, ma Klaus è all'oscuro di tutto. Hope rimane con il padre mentre Jackson e Elijah vanno da Lucien, ma prima Jackson rimprovera Klaus perché è stato lui a lasciare i lupi senza difese con la maledizione, poi Klaus minaccia Jackson dicendogli che se lui e Hayley proveranno un'altra volta a portargli via Hope lui sterminerà il branco. Kinney va da Camille dicendole che è a conoscenza del passato della sua famiglia, ovvero del genocidio a opera del fratello e della morte misteriosa dello zio, aggiungendo che da generazioni gli O'Connell sono sempre immischiati nelle misteriose morti dei quartieri francesi. Elijah e Jackson vanno al loft di Lucien, purtroppo Elijah non può entrare perché Lucien ha fatto ergere un incantesimo per far entrare solo i vampiri della linea di sangue di Klaus, a meno che non sia lui a invitarlo, ma Jackson irrompe e lo morde, infettandolo con il suo veleno. Lucien rivela che la palude ha un gran valore economico e per venderla era necessario sterminare i lupi, poi Jackson fa ritorno alla villa dei Mikaelson, mentre Elijah viene invitato da Lucien a entrare nel loft, per discutere con lui. Camille va da Klaus e gli dice che secondo lei è Lucien il misterioso serial killer e che la polizia non può fare nulla contro di lui, quindi deve essere l'Ibrido Originale a ucciderlo. Nonostante Klaus non voglia ammetterlo è preoccupato per Hayley, quindi chiede a Freya di localizzarla, ma lei non ci riesce dato che Davina ha usato un incantesimo per non farla localizzare da nessuno. Hayley cerca di tendere un agguato a Kara, ma purtroppo inizia la trasformazione e quindi viene scoperta, ma Davina convince gli Antenati che Hayley potrebbe essere utile perché madre di Hope e quindi con potere su Klaus, quindi le antenate accendono la fiamma della candela che blocca la maledizione di Dahlia. Jackson e Hayley rimangono umani, quest'ultima uccide Kara ma sopraggiungono altri stregoni ed Hayley li uccide tutti. Lucien intanto rivela a Elijah della profezia sulla morte degli Originali, facendogli notare che già Kol e Finn sono morti e che per tanto la leggenda della loro invincibilità è caduta. Lucien lo informa anche della guerra tra le diverse linee di sangue dei vampiri e che a capo della fazione dei vampiri che discendono da Elijah c'è Tristan de Martel. Klaus chiama Lucien e gli intima di smetterla di uccidere gli umani se lui è il responsabile e gli offre il suo sangue per guarirlo, ma Lucien finge di non essere stato intaccato dal veleno e si inietta un farmaco con una siringa che lo cura. Hayley va alla villa dei Mikaelson per riprendersi Hope, ma Klaus cerca di fermarla e tra i due nasce un violento diverbio visto che Hayley sostiene di aver agito per il meglio visto che i Mikaelson rappresentano un pericolo per Hope mentre Klaus sostiene che sono stati loro a salvarla mentre lei fuggiva tra i boschi abbandonandoli in favore dei lupi. Hayley colpisce Klaus, che però non reagisce, finché arriva Hope, camminando, avendo imparato da poco a farlo, Hayley, felice e triste allo stesso tempo, prende in braccio la piccola. Elijah propone un compromesso: Hope andrà a vivere con Hayley e Jackson in un appartamento lì vicino che verrà intestato a Jackson dove Klaus non entrerà, così l'ibrido potrà comunque vedere la figlia. La colpa dello sterminio delle streghe ricade sui vampiri, ma Marcel è consapevole che è stata Davina l'artefice di ciò, dicendole che lei sta perdendo il controllo di tutto e che forse non è tagliata per fare la Reggente. Elijah restituisce a Hayley l'anello di fidanzamento che Jackson le ha regalato, poi lei si sistema nel suo appartamento con la figlia e il marito. Kinney, dopo aver rubato il computer di Camille trova il video di Lucien che lei aveva scaricato e inizia a considerare l'idea che sia lui il killer. Il figlio di Kara, Van, dice a Davina che è consapevole della sua colpevolezza riguardo alla morte della madre, e che la giovane strega la pagherà. Freya, con un incantesimo, cerca di approfondire la profezia di Alexis, affermando che effettivamente una minaccia oscura si abbatterà su Klaus, Elijah e Rebekah, i quali moriranno uno a uno: uno ucciso da un amico, uno da un nemico e un altro da un famigliare. Intanto al monastero Tristan tiene compagnia alla sorella, dopo che lei aveva ucciso il monaco quando gli aveva recapitato il messaggio da parte del fratello in cui diceva che avrebbe rimandato la sua visita. Tristan, preoccupato per la sua reazione, capisce che lei non è pronta per lasciare il tempio visti i suoi problemi di instabilità emotiva, quindi dopo averle iniettato un potente anestetico facendole perdere i sensi, Tristan lascia la sorella nel monastero mentre lui si appresta a raggiungere New Orleans.
- Guest star: Nathan Parsons (Jackson Kenner), Andrew Lees (Lucien Castle), Oliver Ackland (Tristan de Martel), Rebecca Breeds (Aurora de Martel), Jason Dohring (Detective Will Kinney).
- Altri interpreti: Lawrence Kao (Van Nguyen), Jenny Gulley (Reporter), Joyce Thi Brew (Kara Nguyen), Johnny Cantley (Turista).
- Ascolti USA: telespettatori 1 120 000 – share (18–49 anni) 2%[3]

## Ci vediamo all'Inferno o a New Orleans
- Titolo originale: I'll See You in Hell or New Orleans
- Diretto da: Michael Grossman
- Scritto da: Declan de Barra e Michelle Paradise

### Trama
L'episodio inizia con un flashback, a Marsiglia nel 1002, i Mikaelson, con l'aiuto di Lucien, si erano ormai perfettamente integrati presso la corte del conte de Martel, ma Lucien iniziò a esprimere la sua preoccupazione a Klaus riguardo ai comportamenti violenti di Kol, che stavano attirando troppo l'attenzione. Lucien chiese a Klaus di dare una lettera d'amore ad Aurora, infatti Lucien, da sempre innamorato di lei, voleva chiedere a Klaus di aiutarlo a conquistarla e poi, quando il mancato invecchiamento dei Mikaelson avesse iniziato a destare sospetti, fuggire con Aurora insieme a loro. Non si era mai potuto confessare a causa di Tristan, troppo geloso della sorella per permettere un suo avvicinamento con un servitore, quindi domandò aiuto a Klaus, ma una sera sorprese proprio quest'ultimo ad amoreggiare con Aurora, infatti i due erano amanti già da tempo. Poi arrivarono le guardie del castello, Klaus scappò, mentre Lucien, distrutto emotivamente, non trovò la forza per scappare, poi arrivò Tristan, che vedendolo con la sorella, lo fece arrestare. Nel presente il detective Kinney va da Lucien nel suo loft e lo invita a seguirlo alla centrale di polizia per un interrogatorio dato che è sospettato di essere il serial killer che terrorizza la città. Hayley si trasferisce nel nuovo appartamento insieme alla figlia e al marito, ma la ragazza è molto stressata, quindi Jackson chiede a Freya di badare a Hope così che lui porti fuori la moglie. Klaus e Elijah vanno nel loft di Lucien dove trovano Alexis, la quale permette ai due Originali di nutrirsi di lei, così da vedere meglio la profezia, nelle visioni notano delle immagini del futuro che si sovrappongono. Marcel, nel suo covo, riceve la visita di una vampira di nome Aya, che sconfigge facilmente lui e i suoi compagni, poi, dopo aver infettato Marcel con una tossina, lo porta via con sé. Camille e Vincent vanno al dipartimento di polizia per assistere all'interrogatorio, ma con la compulsione Lucien obbliga Kinney a farlo parlare con Camille, la quale, insieme a Vincent, ascolta la storia di Lucien: dopo averlo sorpreso con la sorella, Tristan torturò Lucien, poi arrivò Klaus che tentò di far calmare il figlio del conte, ma Tristan non si fece intimidire, in realtà Tristan sapeva che i Mikaelson non erano umani dato che una donna, l'unica sopravvissuta di una lunga scia di morti che Kol si stava lasciando dietro, aveva affermato che erano dei mostri, deducendo anche che sicuramente stavano scappando da qualcuno (Mikael) e che se gli avessero fatto del male i suoi cavalieri avrebbero sparso la voce che sono dei mostri, attirando colui che temevano, infine Tristan inflisse una ferita a Lucien sulle estremità della bocca. Camille pensa che sia Lucien il serial killer perché le sue vittime sono uomini ricchi e che in un certo senso sfoga su di loro la rabbia che prova nei confronti di Tristan, un uomo di un ceto sociale più elevato del suo quando erano umani. Klaus lo fece liberare, ma Lucien, spinto dalla rabbia, lo accoltellò, poi Klaus cercò di farlo calmare, ma Lucien si ferì con lo stesso coltello con cui aveva ferito Klaus, la cui lama era bagnata con il sangue del vampiro, che si mischiò con il suo, guarendolo, fu così che si apprese che il sangue di un vampiro può guarire le ferite di un umano; poi Lucien, pensando di essere diventato un vampiro, cercò di aggredire Tristan, ma venne ucciso da una guardia del castello. Klaus va alla centrale di polizia e decide di uccidere Lucien, ma lui giura di non essere il killer, ma che il colpevole è una persona che vuole mettere Klaus e Lucien l'uno contro l'altro, con grande stupore Klaus apprende da Lucien che il colpevole deve essere Tristan. Elijah, dopo aver saputo che Marcel è stato rapito da Aya, la quale in passato fu trasformata in un vampiro proprio da lui, va a salvarlo, Marcel si riprende e Aya gli dice che la Strige, la più grande e vecchia organizzazione di vampiri della storia, lo vuole tra le sue file, poi arriva Elijah e incontra Tristan, il vampiro a capo della Strige. Klaus soggioga Kinney e scopre che è stato appena rinvenuto un altro cadavere ucciso con lo stesso modus operandi, quindi non è Lucien il colpevole, e dunque è libero di andarsene. Tristan dice a Elijah che Lucien vuole ucciderlo per distruggere un'intera stirpe rivale, e che vuole farlo con un oggetto speciale, e pur non essendone ancora in possesso forse sa dove si trovi, e che se Lucien e Klaus formeranno un'alleanza, sarebbero troppo pericolosi, dunque Tristan vuole che Elijah passi dalla sua parte. Klaus racconta a Camille che quando Lucien morì lui e Elijah decisero di dargli un degno funerale, dando fuoco al suo corpo, ma prima di poterlo fare Lucien tornò in vita come un vampiro, dato che nel suo corpo circolava ancora il sangue di Klaus, infatti fu così che si apprese che il sangue di un vampiro può trasformare un umano in un vampiro a sua volta, quindi Lucien è stato il primo umano che Klaus trasformò in un vampiro. Klaus non crede alle suddette buone intenzioni di Lucien, quindi decide di ucciderlo, ma Elijah lo ferma perché ha compreso che Tristan e Lucien nascondono troppi segreti, quindi per il momento dovranno rimanere vivi. Con un altro flashback Lucien, divenuto un vampiro, inizia a mietere vittime, poi dice a Klaus che non è più arrabbiato con lui perché è merito suo se ora è un vampiro, cosa che lui ama, e che lo considera un fratello, poi convinse Klaus a divertirsi con lui uccidendo una donna innocente, e Klaus cedette alla tentazione, diventando il mostro che è stato per secoli. Klaus parla con Elijah ammettendo che avrebbe dovuto uccidere Lucien tanto tempo fa, poi riconosce di aver esagerato con suo fratello e Hayley, ma che Elijah non cadrà mai per mano sua. Elijah non se la sente di perdonarlo, ma collaborerà e afferma che quando sarà il momento uccideranno sia Tristan che Lucien. A fine episodio Aurora uccide tutti i monaci del tempio e decide di raggiungere Tristan a New Orleans.
- Guest star: Nathan Parsons (Jackson Kenner), Andrew Lees (Lucien Castle), Oliver Ackland (Tristan de Martel), Rebecca Breeds (Aurora de Martel), Jason Dohring (Detective Will Kinney), Steven Krueger (Josh Rosza), Tracy Ifeachor (Aya).
- Altri interpreti: Stephanie Cleough (Alexis), Hayley Lovitt (Ancella spaventata).
- Ascolti USA: telespettatori 950 000 – share (18–49 anni) 1%[4]

## Il lato selvaggio
- Titolo originale: A Walk on the Wild Side
- Diretto da: Matt Hastings
- Scritto da: Ashley Lyle e Bart Nickerson

### Trama
Marcel trova a casa sua un abito da sera e una maschera, poi Tristan gli telefona e lo invita al galà in maschera della Strige che si terrà in serata. Cerca di convincere Marcel a unirsi alla Strige ammirando il modo in cui ha trasformato i vampiri di New Orleans in una comunità funzionante, ma facendogli tenere presente che la Strige è un'organizzazione che si estende in tutto il mondo e che farne parte comporta dei grandi vantaggi. Hayley dà a Elijah un invito da parte di un vampiro dove viene invitato al galà in maschera della Strige, poi Elijah, Freya e Klaus informano Hayley della minaccia della profezia sulla loro morte. Klaus va a trovare Lucien al bar, in compagnia di alcune ragazze, Lucien lo informa che la Kingmaker Land Development Inc. vanta alcuni dei migliori scienziati nello studio dei vampiri, il suo scopo è quello di abbattere le pareti delle debolezze che la natura ha imposto ai vampiri. Klaus gli chiede di portarlo al suo loft per parlare con Alexis della profezia, magari per scoprire dei dettagli che prima aveva trascurato, Lucien quindi lo porta nel suo loft ma vedono che Alexis è scomparsa. Marcel va al galà in maschera, e nota che tra i partecipanti ci sono molte persone famose come attori e politici, infatti Aya lo informa che tra i contatti della Strige vi sono molte personalità influenti, poi Aya gli presenta un vampiro della Strige, Mohinder, il suo mentore, il quale ha un così perfetto autocontrollo sul suo corpo da non aver bisogno di sangue umano per restare in forze, a lui basta il sangue dei vampiri che sconfigge. Poi arriva anche Elijah al galà insieme a Hayley, rivelandole che tutti i vampiri della Strige appartengono alla sua linea di sangue, e che a creare la Strige è stato lui, inizialmente doveva essere una cooperativa di vampiri intellettuali volta al fine di migliorare il mondo, ma col tempo divennero sempre più violenti e aggressivi, diventando l'associazione che è adesso. Klaus si rivolge a Freya e la ragazza con un incantesimo prova a cercare Alexis, individuandola nella tenuta dove si sta svolgendo il galà, dunque capiscono che Tristan l'ha rapita. Elijah capisce che questa non è una festa ma un rito di iniziazione, infatti Tristan informa Marcel che per far parte della Strige dovrà superare una prova mortale, infatti senza che se ne rendesse conto qualcuno gli ha rubato il suo anello solare, gli rivela che ora è in possesso di un vampiro della Strige: lui dovrà scoprire chi è il vampiro che ha l'anello e poi dovrà sconfiggerlo prima dell'alba, altrimenti morirà. Elijah rimprovera Marcel perché lui si è messo nei guai da solo accettando l'invito della Strige, però Marcel gli fa notare che almeno la Strige riconosce il suo valore mentre i Mikaelson lo hanno sempre trattato come un subordinato. Klaus e Lucien, a un certo punto, arrivano in compagnia delle ragazze conosciute al bar, i due iniziano a mancare di rispetto a Tristan, dunque Elijah li invita ad andarsene, i due lasciano la festa ma in realtà il loro era soltanto un diversivo, infatti Freya, con tanto di maschera e parrucca, trova Alexis, la quale però non vuole seguirla perché ormai non ha più senso schierarsi con Lucien, visto che in una visione ha visto morire Klaus, Lucien e ogni altro vampiro della linea di sangue dell'ibrido, poi bacia Freya e le fa vedere il futuro: Freya chiusa viva in una bara sottoterra. Freya colpisce Alexis con un pugno e le fa perdere i sensi, poi la porta via. Marcel ha capito che a rubargli l'anello è stata Aya, che poi lo ha dato a Mohinder, quindi Marcel lo affronta, e dato che lui ha una tecnica di combattimento simile a quella di Aya con la quale lui si è già confrontato (essendo il suo mentore) riesce a prevedere le sue mosse mettendolo in difficoltà, ma essendo Mohinder molto più vecchio di lui e anche più forte, lo sconfigge, poi beve il suo sangue, dato che ha l'abitudine di bere il sangue dei vampiri che sconfigge, ma Marcel lo informa che a breve Mohinder morirà perché il suo sangue, che lui ha appena bevuto, è stato contaminato dal veleno di licantropo di Hayley, infatti su richiesta di Marcel lei lo ha morso. Rassegnato alla morte Mohinder lascia andare Marcel, ma quest'ultimo ha capito che in realtà è la Strige che lo vuole morto; infatti Aya aveva affrontato Marcel per fargli comprendere il suo stile di lotta, uguale a quello di Mohinder, per garantirgli più possibilità di vittoria, e lo ha informato della sua abitudine di bere solo il sangue dei vampiri che sconfigge proprio perché poteva essergli utile. Tristan strappa il cuore a Mohinder ammettendo che lo voleva morto perché aveva scoperto che tradiva la Strige, inoltre informa Marcel che lui ora è un membro della Strige, il primo appartenente alla linea di sangue di Klaus. Marcel va da Klaus per farsi curare dal veleno di Hayley, ma Klaus prima lo avverte che potrebbero usarlo per colpire lui. Alexis si risveglia e informa tutti che esiste un'arma che può uccidere Klaus, quindi Elijah e Hayley bevono il suo sangue per avere delle visioni, ma si rendono conto che nel sangue della veggente c'è in circolo del veleno, infatti lei muore subito dopo. Elijah spiega ad Hayley che lui e Tristan si sono influenzati a vicenda in passato e che la caratteristica dominante di Tristan è la devozione patologica per sua sorella, infatti Elijah trova strano che Aurora non sia con lui a New Orleans. Ma ciò che tutti ignorano è il fatto che Aurora fosse già in città, si fosse infiltrata al galà e avesse avvelenato lei Alexis.
- Guest star: Andrew Lees (Lucien Castle), Oliver Ackland (Tristan de Martel), Rebecca Breeds (Aurora de Martel), Tracy Ifeachor (Aya)
- Altri interpreti: Stephanie Cleough (Alexis), Jaylen Moore (Mohinder), Latasha Bryant (Ballerina di burlesque 1), Desiree Dixon (Ballerina di burlesque 2), Katherine Davage (Ballerina di burlesque 3), Catherine Viger (Ballerina di burlesque 4), Jessica Iris Thompson (Ballerina di burlesque 5).
- Ascolti USA: telespettatori 1 070 000 – share (18–49 anni) 1%[5]

## La lettera di Axeman
- Titolo originale: The Axeman's Letter
- Diretto da: Michael Allowitz
- Scritto da: Michael Russo e Diane Ademu-John

### Trama
L'episodio inizia con dei flashback nell'anno 1002, che vedono il progredirsi della dolce storia amorosa tra Klaus e Aurora, ma quando lei vide Lucien e Klaus nutrirsi scoprì che lui e i suoi fratelli non erano umani e fuggì in lacrime. Klaus le scrisse una bellissima lettera d'amore, dopo averla letta Aurora capì di amarlo ugualmente. Arrivata a New Orleans, Aurora soggioga una ragazza che si uccide nella villa dei Mikaelson, Klaus e Elijah trovano il corpo con in mano una lettera, dove c'è scritta una poesia, i due Originali capiscono subito che è Aurora l'artefice di tutto ciò, Elijah è preoccupato perché ha paura che la sorella di Tristan possa rivelare a Klaus un segreto che Elijah gli ha tenuto nascosto per un millennio. Le streghe della congrega organizzeranno durante la nottata, nel cimitero, una celebrazione, la "Fête de Cadeau", e Davina dovrà partecipare in veste di Reggente, quindi chiede a Hayley e Jackson di farle da guardie del corpo dato Van Nguyen, il figlio di Kara, è ancora dell'intento di farle del male. Con un altro flashback si vedono Klaus e Aurora mentre fanno l'amore, Aurora è consapevole che Klaus in parte ha dovuto trattenersi per non farle del male, quindi gli chiede di trasformare in un vampiro pure lei, come ha fatto con Lucien, ma Klaus si rifiuta perché non vuole condannarla a diventare un mostro. Klaus si separa da Elijah e trova Aurora in un negozio di profumi. Vincent e Camille seguono Lucien, il quale essendosi accorto della loro presenza, cattura Camille e la lascia sola per la strada insieme a un'altra vittima con il volto sfregiato in entrambe le estremità della bocca. Klaus chiede a Aurora per quale motivo è venuta a New Orleans, lei gli dice che lo ama ancora ed è consapevole che nel profondo pure Klaus in tutti questi anni non l'ha mai dimenticata. Con un altro flashback si vede Klaus regalare ad Aurora dei fiori per il suo compleanno, ma lei piange perché la celebrazione della sua nascita rappresenta solo brutti ricordi dato che sua madre morì per darla alla luce, così Klaus le rivelò un segreto che non disse mai a nessuno: è stato lui a uccidere sua madre dando la colpa a Mikael, obbligando così i suoi fratelli a scappare con lui e che è terrorizzato che lo scoprano perché lo odierebbero. Aurora promette di mantenere il segreto e propone ancora a Klaus di trasformarla, così loro due potranno portare insieme sulle spalle il fardello delle loro vergogne. Kinney indaga ancora sulle misteriose morti e dato che Camille era presente nell'ultima scena del crimine, inizia a sospettare di lei. Mentre Tristan è a mangiare in un ristorante, riceve la visita di Elijah, quest'ultimo gli dice che Aurora è a New Orleans, ma Tristan non ci crede dato che lui pensa che sua sorella sia ancora al monastero dove l'ha rinchiusa, ma Elijah gli fa notare che non sarebbe comunque lui il primo che cercherebbe una volta libera. Davina esprime a Hayley il suo disagio perché non sente di essere meritevole del ruolo di Reggente, infatti sia lei che Hayley si sentono in colpa per quello che hanno fatto a Kara, ma Hayley le dice che deve essere se stessa e non quello che le streghe della congrega si aspettano. Klaus chiede ad Aurora qual è il vero motivo per cui è a New Orleans, lei gli dice che è a conoscenza della profezia della morte dei Mikaelson, e quindi per proteggere se stessa deve proteggere il vampiro che la trasformò, Rebekah. Con un altro flashback Aurora cercò di togliersi la vita quando Tristan le impose di non rivedere più Klaus, tagliandosi le vene, Rebekah la guarì con il suo sangue e Aurora si lamentò perché voleva diventare vampiro, così da far cessare il tormento che le dava la sua instabilità mentale e per poter stare con Klaus. Lei poi si gettò dalla finestra della sua camera da letto e morì, risorgendo come vampiro dato che nel suo corpo circolava il sangue di Rebekah, dunque lei è il primo essere umano che Rebekah trasformò in un vampiro. Durante la Fête de Cadeau Jackson sorprende Van mentre cerca di maledire Davina, fermandolo, lui voleva farle un incantesimo che l'avrebbe spinta a confessare davanti a tutta la congrega del complotto per uccidere la madre, Davina decide di perdonarlo. Aurora confessa all'Ibrido Originale che è stata lei ad avvelenare Alexis, poi con un altro flashback si vede Aurora, appena divenuta un vampiro, dichiarare ad un Klaus scioccato per la sua trasformazione che ora sono uguali e che non saranno mai più soli. Dopodiché i due fanno l'amore senza freni inibitori. Davina spegne la candela, dato che non serve più, infatti Davina ha chiesto alle antenate di spezzare definitivamente la maledizione di Dahlia, così Hayley e Jackson non saranno più in debito con lei. Con un altro flashback gli Originali sono costretti ad abbandonare la corte del conte de Martel dato che a causa dei comportamenti di Kol, per non parlare di quelli di Aurora e Lucien, tutti iniziavano a considerare i Mikaleson delle bestie attirando l'attenzione di Mikael. Marcel informa Elijah che uno dei suoi uomini ha seguito Tristan in un edificio, il Candide Royale, di proprietà di Lucien, è questo è strano, tanto da far sorgere in Elijah il sospetto che forse Lucien e Tristan siano segretamente alleati. Klaus è in collera con Aurora perché quando le chiese di scappare con lui, la ragazza gli disse che l'Originale era solo un mostro che nessuno avrebbe mai amato per davvero, ma Aurora gli confessa il segreto di Elijah: lui inconsapevolmente usò per la prima volta la compulsione su di lei costringendola a rivelargli la verità sulla morte di Esther, fu così che si apprese che gli Originali potevano manipolare le menti altrui, quindi Elijah con la compulsione spinse Aurora a vedere Klaus come un mostro per vendicarsi. Camille fa vedere a Vincent la collezione di oggetti magici dello zio, poi arriva Kinney che con un mandato requisisce la merce a arresta Camille, ma Lucien arriva subito dopo tramortendo Kinney e prendendo Cami. Klaus e Elijah si confrontano nella villa di famiglia, Elijah non prova nessun senso di colpa per quello che fece ad Aurora dato che se fosse scappata con loro sarebbe stata di intralcio, Klaus lo rimprovera perché è stata la sua convinzione che Aurora lo odiasse a trasformarlo nella persona spietata che è oggi, ma Elijah afferma pure che Klaus dovrebbe essergli grato per il solo fatto di non averlo mai abbandonato. Klaus ed Elijah iniziano a combattere ferocemente.
- Special guest star: Claire Holt (Rebekah Mikaelson).
- Guest star: Nathan Parsons (Jackson Kenner), Andrew Lees (Lucien Castle), Rebecca Breeds (Aurora de Martel), Oliver Ackland (Tristan de Martel), Caspar Zafer (Finn Mikaelson), Jason Dohring (Detective Will Kinney).
- Altri interpreti: Lawrence Kao (Van Nguyen).
- Ascolti USA: telespettatori 970 000 – share (18–49 anni) 1%[6]

## Un meraviglioso errore
- Titolo originale: Beautiful Mistake
- Diretto da: Steven DePaul
- Scritto da: Christopher Hollier e Kyle Arrington

### Trama
Klaus, dopo aver fatto l'amore con Aurora, parla al cellulare con qualcuno e rimane sconvolto e arrabbiato, poi dice ad Aurora che dovrebbe stargli lontano prima che le metta le mani addosso, ma lei gli dice che è pronta a rivelargli i suoi segreti.
24 ore prima: Freya torna alla villa di famiglia, dove tutto è a soqquadro, in conseguenza dello scontro tra Klaus e Elijah, i due fratelli hanno appianato le loro divergenze, Klaus dà a suo fratello maggiore il suo sangue per guarirlo dal suo stesso morso. I due informano la sorella che è arrivato il momento di uccidere Tristan e Lucien, perché loro due intendono distruggere i Mikaelson dato che Elijah fece loro un torto: nell'undicesimo secolo Elijah plagiò le menti di Lucien, Tristan e Aurora facendogli credere di essere rispettivamente Klaus, Elijah e Rebekah, attirando così l'attenzione di Mikael, che diede loro la caccia, mentre i veri Originali si nascosero in Toscana. La compulsione di Elijah svanì quando fu pugnalato dai cacciatori della Fratellanza dei Cinque con il pugnale d'argento un secolo dopo. Mentre Hayley cammina per le strade si accorge di essere seguita da un vampiro della Strige, Shen, quindi lo affronta sconfiggendolo facilmente, poi lo porta da Marcel nella sua palestra per interrogarlo. Usando una proiezione astrale Freya si mette in contatto con Rebekah, la quale le dice che Lucien e Tristan sono sempre stati pericolosi, inoltre la informa che ha appuntamento con una strega che forse conosce il modo per riportare in vita Kol. Lucien porta Cami e Kinney nel suo loft, il vampiro prende gli oggetti oscuri dello zio di Camille, che Kinney aveva sequestrato, e costringe la ragazza a esaminarli uno a uno, nella speranza di trovare un medaglione di bronzo con dei segni runici di cui ha bisogno; Lucien non può usare la compulsione su Camille dato che fa uso di verbena, ma Kinney invece è manipolabile, e dunque gli ordina di infliggersi un taglio a un'arteria della gamba, che lo dissanguerà lentamente. Nonostante Aurora sia fedele a suo fratello, Klaus prova a convincerla a passare dalla sua parte, i due passano quindi una giornata insieme, Aurora conferma i sospetti di Klaus e Elijah, infatti Lucien e Tristan, pur odiandosi, si sono alleati per sconfiggere gli Originali, non avendoli mai perdonati dato che hanno creduto di essere loro per un secolo, e anche quando il controllo mentale di Elijah svanì, Mikael continuò a dare loro la caccia, infatti hanno studiato un modo per uccidere gli Originali, finché non scoprirono che la morte di uno di loro significava la fine di tutta la linea di sangue. Rebekah viene aggredita da Aya, che le taglia la gola uccidendola, Freya prova a usare la magia per mettersi in contatto con sua sorella minore, ma non ci riesce dato che è morta, infatti lo spirito di Rebekah è tornato nel suo corpo di vampiro, la quale affronta Aya e i membri della Strige e, pur uccidendone un paio, è in difficoltà visto che non si è nutrita per mesi, poi Freya si materializza con la proiezione astrale e con la sua magia spezza il collo ai vampiri della Strige. Freya dice a Rebekah che è giunto il momento di tornare a New Orleans, ma l'Originale deve prima parlare con la strega che potrebbe conoscere il modo per riportare in vita Kol. Marcel e Hayley legano Shen a una sedia, ma in realtà egli si era fatto deliberatamente catturare per scoprire la verità su Marcel, quindi egli si libera e li affronta, sconfiggendoli e apprestandosi a strappare loro il cuore, ma arriva Elijah che lo mette al tappeto. Kinney ormai ha preso atto dell'esistenza dei vampiri e del soprannaturale, il detective è prossimo alla morte, ma Camille trova il medaglione, dentro a un altro oggetto, Lucien guarisce Kinney dalla ferita con il suo sangue e con la compulsione lo manda via facendogli dimenticare tutto quello che è successo, però con cattiveria lo spinge a rinunciare alle sue indagini con la consapevolezza che esiste qualcosa di misterioso contro cui lui non può fare nulla, e ciò lo porterà a una lenta e soffocante depressione; Lucien fa capire a Camille che i vampiri vinceranno sempre contro gli umani. Rebekah va nella casa della strega con cui doveva vedersi, ma il tutto si rivela essere una trappola di Aya, la strega lavora per lei. Freya cerca di aiutare sua sorella, ma la sua proiezione astrale non può usare la magia, infatti solo la strega che vive lì può usarla, comunque Aya informa Rebekah che in effetti esiste un incantesimo per riportare in vita Kol, infine pugnala al cuore Rebekah con uno strano pugnale che sembra avere effetti simili a quello d'argento. Klaus e Aurora sono ancora insieme, lei pensa che Klaus voglia solo manipolarla, ma l'Ibrido Originale le confessa di provare ancora dei sinceri sentimenti per lei, infatti la porta nella villa di famiglia e dopo aver sfondato una parete di mattoni le fa vedere cosa c'è al suo interno: un quadro di Klaus che ha come soggetto Aurora, lui per tutto questo tempo ha conservato il dipinto dietro un muro a dimostrazione del fatto che non l'ha mai dimenticata, poi i due finiscono a letto insieme. Elijah interroga Shen con la compulsione, lui gli dice che la Strige voleva morta Hayley per arrivare a Davina, dato che la ragazza è diventata la guardia del corpo della giovane strega, la quale con la sua magia dovrà attivare un oggetto magico, poi però, per non dire altro che possa compromettere la Strige, Shen si toglie l'anello solare lasciando che i raggi del sole lo brucino vivo. Freya informa Elijah che Rebekah è stata catturata dalla Strige e, tornando alla scena iniziale dell'episodio, Klaus parla al cellulare con Elijah e Freya, venendo informato di ciò che è accaduto a Rebekah, poi Aurora rivela all'ibrido che Lucien e Tristan vogliono usare su di loro un oggetto magico chiamato Serratura, un oggetto capace di creare un confine indistruttibile da cui nessuno può entrare e uscire, così imprigioneranno gli Originali sconfiggendoli, e contemporaneamente tenendoli al sicuro dalla profezia sulla loro morte incombente, dato che se morissero anche loro farebbero la stessa fine. Inoltre Aurora informa Klaus che Rebekah non è in pericolo perché alcuni vampiri che lavorano per lei, appartenenti alla sua linea di sangue, hanno ucciso i membri della Strige che avevano catturato Rebekah, portandola al sicuro.
- Special guest star: Claire Holt (Rebekah Mikaelson).
- Guest star: Maisie Richardson-Sellers (Eva Sinclair/Rebekah Mikaelson), Andrew Lees (Lucien Castle), Rebecca Breeds (Aurora de Martel), Jason Dohring (Detective Will Kinney), Tracy Ifeachor (Aya).
- Altri interpreti: David E. Collier (Shen), Orelon Sidney (Donna benestante), Parisa Johnston (Strega marocchina).
- Ascolti USA: telespettatori 980 000 – share (18–49 anni) 1%[7]

## Il rapimento
- Titolo originale: Out of the Easy
- Diretto da: Bethany Rooney
- Scritto da: Beau DeMayo e Michelle Paradise

### Trama
Elijah, Freya, Hayley e Marcel provano a cercare Rebekah dato che è sparita, ma poi Klaus li informa che è al sicuro visto che Aurora l'ha nascosta per proteggerla. Elijah fa capire a Klaus che non riuscirà a rivoltare Aurora contro Tristan perché non si schiererà mai contro suo fratello, e che la cosa migliore è distruggere il legame che li unisce invitando Aurora, Tristan e Lucien alla festa del ringraziamento. Dato che la Strige intende attivare la Serratura con la magia di Davina essendo lei la reggente, Marcel la invita a scappare da New Orleans, ma la ragazza non intende fuggire affermando che li affronterà a viso aperto. Anche Hayley dovrà prendere parte alla festa del ringraziamento nella villa dei Mikaelson anche se Jackson non è d'accordo dato che sarà un bagno di sangue, invitandola a starne fuori e a passare il ringraziamento con lui e Hope, ma Hayley non può farlo perché è necessario trovare Rebekah la quale ha sempre protetto la sua bambina, ma gli promette che tornerà in tempo per la cena. Marcel va da Vincent e gli chiede aiuto perché se Davina affronterà la Strige sicuramente perirà. Lucien si appresta a raggiungere la villa dei Mikaelson per la festa del ringraziamento lasciando Camille nel suo loft con un vampiro che lavora per lui, Anton, dicendogli di ucciderla nel caso non tornasse avendo il sentore che l'invito dei Mikaelson cela una trappola. Lucien, Tristan e Aurora raggiungono la villa dei Mikaelson, poi mentre mangiano Elijah dice agli ospiti senza giri di parole che ha scoperto dell'alleanza tra Lucien e Tristan e che Aurora gli ha informati della Serratura. Lucien e Tristan si giustificano dicendo che dopo aver saputo della profezia sulla morte degli Originali hanno deciso di sigillarli con la Serratura per preservare tutti i vampiri del mondo e che hanno finto di essere nemici perché, se si fossero presentati a loro come alleati nonostante l'odio reciproco tra Lucien e Tristan, li avrebbero insospettiti, tra l'altro ammettono che c'è la Strige dietro alle morti degli abitanti del quartiere francese perché a causa della profezia New Orleans rischia di diventare una zona di guerra e il modo migliore per controllare la comunità umana è quello di incuterle paura creando così un falso serial killer. Lucien decide di mettere Aurora contro Klaus e di assicurarsi di uscire vivo dalla situazione accennando a Camille e al legame che li unisce, facendola ingelosire, inoltre gli fa capire che la tiene come ostaggio. Aurora rivela ai Mikaelson che il corpo di Rebekah è nelle profondità dell'oceano, Klaus si arrabbia e quindi decide di torturare Tristan, mentre Freya e Hayley torturano Aurora, affinché quest'ultima riveli la posizione di Rebekah, ma Aurora informa Freya e Hayley che soltanto i vampiri che lavoravano per lei sapevano esattamente dove si trova Rebekah e che li ha uccisi ma hanno scritto su due buste le coordinate della sua posizione: in una c'era scritta la latitudine mentre nella seconda la longitudine, e lei e Tristan hanno letto una busta ciascuno, quindi entrambi conoscono solo una delle due coordinate, anche Tristan informa Klaus della medesima cosa. Klaus dà a Aurora il permesso di andarsene ma a patto che gli dia l'esatta posizione di Rebekah altrimenti ucciderà Tristan; Aurora, dando evidenti segni di instabilità mentale, minaccia Klaus. Vincent parla con Davina dicendole che non può sempre fare quello che vuole schiacciando coloro che non la pensano come lei, ma la ragazza gli dice che farà ciò che vuole e che chiunque si metterà contro di lei morirà facendo la stessa fine di Kara, ma così cade nella trappola di Vincent che con un incantesimo ha fatto sì che tutta la congrega ascoltasse la conversazione con l'ammissione di colpa di Davina sulla morte di Kara. Seguendo le leggi della congrega Vincent esilia Davina la quale non farà più parte della congrega e sarà trattata come un'estranea, in questo modo la Strige non si avvicinerà più a lei non essendo più la reggente, però Vincent e Marcel si sentono in colpa perché Davina è stata ferita e umiliata. Klaus costringe Lucien a portarlo nel suo loft e liberare Camille, ignari che quest'ultima, fingendosi ubriaca per cogliere alla sprovvista il vampiro, lo avesse colpito con una bottiglia per poi usarne l'estremità rotta per tagliargli il dito con l'anello solare, impedendogli di bloccarle la fuga. Aurora precede Klaus e Lucien e la rapisce. Lucien e Klaus giungono sul posto, l'Ibrido Originale fuori di sé dalla rabbia uccide Anton, poi Lucien gli dà la Serratura come prova di lealtà. Hayley torna a casa e non ha fatto in tempo per la cena, Jackson prepara la sua roba dicendole che se ne andrà nella palude passando il ringraziamento con i lupi, la sua vera famiglia, Hayley gli dice che le dispiace per come sono andate le cose ma lo prega di rimanere con lei, però Jackson preferisce andarsene perché non sopporta il fatto che sua moglie, nonostante le cattiverie di cui i Mikaelson sono colpevoli, li metta sempre su un piedistallo. Klaus ed Elijah parlano al cellulare, quest'ultimo chiede a suo fratello se ama ancora Aurora, ma lui gli dice che a prescindere dai sentimenti che prova per lei non si lascerà distrarre, però Elijah si preoccupa perché la profezia sta lentamente prendendo forma, infatti il tavolo è nello stesso disordine in cui l'aveva visto durante l'ultima visione di Alexis.
- Guest star: Nathan Parsons (Jackson Kenner), Andrew Lees (Lucien Castle), Oliver Ackland (Tristan de Martel), Rebecca Breeds (Aurora de Martel).
- Altri interpreti: Antwan Mills (Anton), Lawrence Kao (Van Nguyen).
- Ascolti USA: telespettatori 800 000 – share (18–49 anni) 1%[8]

## L'altra ragazza di New Orleans
- Titolo originale: The Other Girl in New Orleans
- Diretto da: Kellie Cyrus
- Scritto da: Michael Russo e Michael Narducci

### Trama
Elijah, Freya ed Hayley imprigionano Tristan per torturarlo ed estorcergli l'informazione sulla longitudine della posizione di Rebekah nel fondo dell'oceano. Hayley lo riempie di morsi velenosi, dopodiché Freya lo tortura con la sua magia ed Elijah entra nella sua mente, ma ciò che riesce a vedere è solo un nome che sembra non avere significato. Nel frattempo Lucien informa Klaus che Camille è stata catturata da Aurora e lo accompagna nell'andare a cercarla. Lungo il tragitto, Lucien gli suggerisce di lasciare che Camille muoia visto che è un suo punto debole e Klaus gli spezza il collo. Nel frattempo Aurora si presenta a Camille dopo aver fatto bere il suo sangue ad alcuni aspiranti vampiri nella chiesa che Marcel usa come luogo d'addestramento. Quando si risveglieranno entreranno in transizione e Camille sarà l'unica fonte di sangue disponibile per nutrirsi e completarla a meno che Klaus non le restituisca Tristan. Aurora e Camille trascorrono diverso tempo a conversare di Klaus e del rapporto di entrambe con lui. Camille, da lei esortata, le rivela il suo più oscuro segreto: quando era al college venne arrestata per aver aggredito un altro studente. Questi aveva rotto il naso alla sua compagna di stanza perché voleva lasciarlo e lei era troppo spaventata per denunciarlo e, quando Camille lo vide in un bar mentre picchiava una matricola, gli ruppe una bottiglia di birra in testa e lo picchiò sbattendogli la testa sul pavimento finché non arrivarono i poliziotti a fermarla. Aurora capisce che Camille non si vergogna affatto di quel gesto ma che, invece, le fosse piaciuto ed è di questo che si vergogna e per cui ha deciso di studiare psicologia: per comprendere le origini di quei suoi impulsi oscuri. Aurora capisce che Camille non soltanto vede il lato buono in Klaus ma che è anche attratta dal lato oscuro di quest'ultimo. A causa di ciò, al tempo stesso, aumenta però la gelosia della stessa Aurora che la vede sempre più come una rivale perché, nonostante sia assolutamente convinta dell'amore di Klaus nei suoi confronti, capisce che il legame tra Camille e Klaus è forte. Camille sostiene che non è sentimentalmente legata a Klaus ma di essere conscia che ciò che piaccia all'ibrido di lei è la sua mente e di essersi resa conto che Aurora ha paura che Klaus si renda conto che lei, a differenza di Cami, è solo una pazza. Nel frattempo Tristan non cede, inoltre rivela a Freya che Finn, da lui definito il più nobile della famiglia, lo conosce bene. Aya ordina a Marcel di pugnalare Elijah per addormentarlo a tempo indeterminato con un'arma identica a quella usata su Rebekah, catturarlo e liberare Tristan, in caso contrario morirà per mano della Strige. Marcel è combattuto tra il tradire le persone a lui care e morire. Nel frattempo la nonna di Jackson giunge in città e dice ad Hayley di lasciar perdere i Mikaelson e di andare da Jackson perché è lui la sua famiglia, Hayley esita ma poi decide di andare. Quando un nutrito gruppo di vampiri della Strige, tra cui Marcel, giunge nella villa e aggredisce l'Originale, Hayley si ferma e va in suo aiuto. I due sembrano avere la meglio, ma poi Marcel pugnala Elijah al cuore e gli ultimi due membri della Strige giunti nella casa sono prossimi ad uccidere Hayley, ma Marcel strappa loro il cuore e le salva la vita: Hayley si accorge che Elijah ha pugnalato Marcel con un paletto di legno normale. Aya, nel frattempo, coglie di sorpresa Freya e la pugnala allo stomaco, liberando Tristan e lasciando la più anziana dei Mikaelson a morire dissanguata. Marcel informa loro che Hayley è arrivata e che viste le condizioni precarie di Tristan devono affrettarsi a fuggire. Prima di raggiungerli, Marcel cura Freya e le consegna l'arma datagli da Aya per scoprire come funzioni. Marcel cura Tristan usando una fiala col sangue di Klaus tenuta di scorta e, finalmente ritenuto meritevole della fiducia della Strige, egli condivide con lui alcune informazioni riservate ai membri più importanti della società. Klaus, alla fine, giunge nella chiesa e cerca di convincere Aurora che Camille non sia una sua rivale in amore e che non gli importa davvero di lei, ma Aurora non gli crede perché vede la sua paura per l'incolumità della donna e afferma di voler uccidere Camille per eliminare ogni più piccolo ostacolo che possa impedire la loro relazione, ma Klaus l'afferra e la porta fuori, inconsapevole che i vampiri in transizione si stiano risvegliando e che Camille sia la loro preda. Aurora dichiara a Klaus di essere il suo unico vero amore e che alla fine la ringrazierà per aver ucciso Camille, ma Klaus le dice che, per aver ferito Camille, sarà ben felice di ucciderla dopo averle inflitto sofferenze e tormenti tanto atroci che alla fine assocerà il suo nome a nulla più che terrore e dolore. Approfittando dello sconvolgimento di Aurora, Klaus entra nella sua mente e scopre la latitudine a cui si trova Rebekah, ma sentendo Camille in pericolo la lascia andare e corre in suo soccorso, per poi portarla in casa sua dove potrà proteggerla e veglia su di lei. Marcel informa Elijah che, grazie alle informazioni della Strige, ha scoperto che il nome che Elijah aveva letto nella mente di Tristan era di una linea di aerei-cargo e che ha ottenuto il percorso fatto dal volo che doveva trasportare Rebekah da Miami e questo, unito alla latitudine scoperta da Klaus, fornisce la posizione esatta del corpo di Rebekah. Elijah è pronto a uccidere Tristan ed Aurora una volta riottenuta Rebekah e Klaus gli dice che si occuperà lui di Aurora. Hayley dice alla nonna di Jackson che resterà in città a combattere per proteggere le persone che ama e che se Jackson la ama lo capirà e tornerà da lei a fare altrettanto. Lucien tenta di offrire conforto ad Aurora, ma la ragazza è inconsolabile. Freya, nel frattempo, fa un incantesimo ed evoca lo spirito di Finn da lei rinchiuso nel proprio ciondolo e gli rivela di aver bisogno di parlare con lui.
- Guest star: Andrew Lees (Lucien Castle), Oliver Ackland (Tristan de Martel), Rebecca Breeds (Aurora de Martel), Caspar Zafer (Finn Mikaelson), Tracy Ifeachor (Aya), Debra Mooney (Mary Dumas).
- Altri interpreti: Graham Wolfe (Lottatore 1).
- Ascolti USA: telespettatori 1 170 000 – share (18–49 anni) 2%[9]

## Il salvatore
- Titolo originale: Savior
- Diretto da: Matt Hastings
- Scritto da: Carina Adly MacKenzie e Diane Ademu-John

### Trama
Rebekah viene fatta recuperare da un gruppo di marinai pagati da Elijah, ma poi decidono di chiedere all'Originale un prezzo più alto, quindi lui li uccide e toglie il paletto dal cuore della sorella, risvegliandola. Il paletto, a differenza del pugnale d'argento che l'addormentava in un sonno indolore che non le faceva percepire lo scorrere del tempo, ha fatto sentire a Rebekah tutto il freddo, la solitudine e il dolore per tutto il tempo. Si avvicina Natale e New Orleans è pronta a festeggiarlo. Hayley va nel Bayou per parlare con Jackson, lei sperava che prima o poi suo marito sarebbe tornato da lei ma quando ha visto che ciò non avveniva ha deciso di prendere lei l'iniziativa; Jackson le dice che non se la sente di tornare a vivere nel quartiere francese con lei, specialmente perché non accetta che sua moglie sia ancora innamorata di Elijah, infatti Hayley non nega tale affermazione, inoltre Jackson ammette di amarla ancora a dispetto di tutto ed è questo il problema perché sente che l'amore che prova per lei lo sta rendendo debole. Hayley gli dice però che lo ama e che è lui quello che ha scelto, invitandolo a trascorrere il Natale con lei e Hope, al che Jackson accetta. Nel frattempo Camille resta con Klaus prima di essere informata da Vincent che il detective Kinney ha perso il lavoro a causa del fatto che si è assentato dal servizio (quando era prigioniero di Lucien) per non parlare dei vuoti di memoria dovuti alla compulsione di Lucien e ai verbali di arresto con troppe lacune, così Vincent le consiglia di andare a parlargli. Nel frattempo, mentre fa rifornimento, Elijah nota che Rebekah è strana a causa di un marchio sul suo polso dovuto al paletto della Strige e decide di portarla da Freya per curarla. Camille va da Kinney seguita da Klaus e qui scoprono che Kinney tenta di suicidarsi a causa della sua depressione dovuta alla compulsione di Lucien, ma grazie a Klaus, che usa a sua volta la compulsione, il detective trova la forza di convivere con i suoi problemi affrontandoli giorno per giorno, poi l'ibrido gli dice di andare dalla sorella a trascorrere il Natale e che quando tornerà a New Orleans il suo capitano gli ridarà il lavoro; Camille apprezza molto il gesto. Jackson ritorna in città e vede Freya inseguita da tre membri della Strige, così interviene in suo aiuto uccidendone due ma uno di loro scappa col la Serratura che Freya portava con sé. A casa Mikaelson ritorna Rebekah, e Freya decide di aiutarla chiedendo aiuto al fratello Finn. Freya però sviene, essendo stata avvelenata durante il precedente attacco. Ripresasi, inizia l'incantesimo per aiutare sua sorella Rebekah, chiedendo a Hayley e Jackson di prendere della radice di muschio bianco e un pugnale d'argento puro. Freya informa i suoi fratelli che per neutralizzare la Serratura basterebbe usarla per sigillare qualcos'altro, in questo modo diverrebbe poi inutilizzabile. Klaus, dopo aver appreso delle pessime condizioni di salute di Freya, va da Lucien per prendere un antidoto per il veleno della Strige, intanto Rebekah, che nel frattempo è diventata paranoica a causa della maledizione, attacca Hayley ed Elijah, prima di essere fermata da Klaus. Freya convince Finn a farsi aiutare canalizzando potere dal suo spirito racchiuso nel ciondolo, e guarisce Rebekah, controllando per il momento la sua follia. Jackson, usando l'antidoto preso da Klaus, lo usa per guarire Freya. Nel frattempo Marcel riceve notizie da Tristan circa la nomina di un nuovo reggente, scelto da loro, ovvero il giovane Van Nguyen, promettendogli di versare sul suo conto in banca abbastanza denaro da mantenere la sua famiglia, infatti per attivare la Serratura serve il potere del reggente. Marcel, che intende ancora proteggere i Mikaelson, decide di trovare un nuovo reggente che la Strige non possa manovrare, così decide di andare da Vincent e lo provoca accusandolo di essere un codardo perché ha scaricato su Davina la responsabilità di diventare reggente invece che proteggere la sua comunità in prima persona, Vincent si arrabbia e dopo tanto tempo scatena il suo enorme potere accettando il ruolo di reggente; Marcel sorride perché Vincent ha fatto ciò che si aspettava. Tristan però, decide di intervenire rubando il ciondolo di Freya che contiene lo spirito di Finn mentre a casa Mikaelson si festeggia il Natale, poi va da Vincent e gli fa vedere il ciondolo con l'anima di Finn rinchiusa dentro, per usarlo contro di lui se non gli obbedirà. Hayley si scusa con Jackson perché gli aveva promesso un Natale tranquillo invece ancora una volta si è fatta coinvolgere dai problemi con i Mikaelson, ma Jackson le dice che in realtà è lui che ha scelto di aiutarli, e che a disprezzo dell'antipatia che nutre per i Mikaelson, rispetta il fatto che loro si aiutino a vicenda, come se fossero un branco. Klaus ringrazia Jackson per aver salvato sua sorella. Rebekah viene convinta dai fratelli a lasciare la città visto che il fatto che sia salva è un fatto ignoto a tutti eccetto loro e ciò li mette in una posizione di vantaggio, così saluta tutti e parte, ma non prima di dire a Klaus di esprimere i sentimenti che prova per Camille. Quest'ultima chiede a Klaus se lui la vede come una persona debole da proteggere, l'Ibrido Originale le dice che non intende essere iperprotettivo nei suoi confronti e le dimostra ciò che desidera baciandola. Elijah riceve un messaggio dalla sorella Rebekah, quest'ultima racconta ad Elijah di non essere partita perché ha tentato di uccidere una persona e a quanto pare il sigillo della maledizione si sta riformando, quindi dice ad Elijah di pugnalarla con il pugnale d'argento e di porla al sicuro in una bara, cosa che Elijah fa controvoglia. Hayley e Jackson sembrano finalmente aver trovato il feeling che avevano, mentre Camille e Klaus vanno a dormire insieme. All'improvviso Camille spalanca gli occhi. Tristan ritorna dalla sorella Aurora che sta suonando al pianoforte, chiedendole come sia andata la giornata per lei. Aurora risponde che è stata bellissima, mentre l'attenzione si sposta su Klaus che al risveglio trova Camille al suo fianco morta sgozzata e urla la sua sofferenza.
- Special guest star: Claire Holt (Rebekah Mikaelson).
- Guest star: Nathan Parsons (Jackson Kenner), Oliver Ackland (Tristan de Martel), Rebecca Breeds (Aurora de Martel), Caspar Zafer (Finn Mikaelson), Jason Dohring (Detective Will Kinney).
- Altri interpreti: Jon Eyez (Capitano).
- Ascolti USA: telespettatori 970 000 – share (18–49 anni) 1%[10]

## Un fantasma lungo il Mississippi
- Titolo originale: A Ghost Along the Mississippi
- Diretto da: Michael Grossman
- Scritto da: Declan de Barra

### Trama
Klaus impazzisce di rabbia e distrugge tutto ciò che si trova intorno a lui per la morte di Camille, finché lei non si risveglia tra le sue braccia: è in transizione. Aurora l'aveva soggiogata per bere il sangue della stessa Aurora da una piccola capsula, per poi tagliarsi la gola e morire dissanguata senza emettere un suono nel momento in cui avesse capito che Klaus l'amasse. Klaus cerca di convincerla a bere del sangue umano per farla trasformare in vampiro, ma Camille non intende trasformarsi perché ha paura di ciò che diventerà da vampiro e che il suo lato oscuro prenda il sopravvento trasformandola in una persona che odia e preferisce morire come una persona che ammira. Tristan, nel frattempo, costringe Vincent ad attivare la Serratura, ma non gli consegna il ciondolo di Freya con l'anima di Finn e lo dà ad una delle sue streghe, lasciando Vincent in compagnia della strega e di altri antichi vampiri finché i Mikaelson non fossero stati imprigionati. Tristan fa rapire Jackson ed Hayley e li indebolisce iniettando loro lo strozzalupo. Mentre i due coniugi sono prigionieri, Tristan strappa il cuore a Jackson di fronte ad un'inerme Hayley, la quale grida dalla disperazione. Tristan spedisce poi il cuore ai Mikaelson intimando loro di trovarsi in un determinato luogo ad una precisa ora oppure Hayley sarebbe morta. Intanto Hayley piange guardando il cadavere del marito e giura di vendicarlo. Elijah, comprendendo che Vincent deve essere stato costretto ad attivare la Serratura, lo aiuta a liberarsi della strega e dai vampiri della Strige che lo tenevano d'occhio, i quali vengono uccisi, e lo spinge ad aiutarli a sconfiggere la Strige. Klaus fa compiere a Freya un incantesimo che imprigioni Camille nella casa con del sangue umano a portata di mano perché preferisce obbligarla a trasformarsi e farsi odiare piuttosto che perderla, perché non potrebbe sopportarlo. Freya, però, libera in seguito Camille per non negarle, come Dahlia fece con lei, la possibilità di scegliere il proprio destino, e poi le chiede di aiutarla a mettere in atto il piano che fermerà la Strige. Elijah e Vincent, nel frattempo, uccidono i vampiri che tengono sotto sedativi Aurora e la catturano, imprigionandola con un incantesimo nella villa. Elijah chiama Tristan e lo informa che Aurora morirà se non verrà restituita loro Hayley, quindi lo obbliga a fare uno scambio allo stesso luogo e alla stessa ora dell'incontro. All'ora convenuta Elijah e Klaus si presentano in un magazzino pieno degli antichi vampiri della Strige, compresi Aya, Tristan e Marcel. In un container, Klaus e Elijah mostrano a Tristan che Aurora è viva, legata ad una sedia, così il fratello maggiore va dalla sorella e la libera, dopodiché ordina ai suoi uomini di consegnare Hayley ai Mikaelson, ma Aurora gli sottrae dalla tasca la Serratura e la attacca ad una parete del container mentre Vincent e Freya eseguono un incantesimo combinato dalla villa Mikaelson. Tristan si rende conto che la Serratura è stata attivata e che ora il container è impenetrabile, sia in entrata che in uscita, per qualunque essere vivo o morto. Aurora, però, esce dal container e l'incantesimo di Vincent e Freya viene concluso e Aurora si "trasforma" in Camille. Aurora non è mai stata portata lì e con un incantesimo di Freya e Vincent avevano fatto assumere a Camille le sembianze della sorella di Tristan per imprigionarlo e, essendo in transizione e quindi né viva né morta, lei era l'unica a poter azionare la Serratura dall'interno senza essere confinata lei stessa. Tristan ordina alla Strige di attaccare i due fratelli, ma Elijah fa loro notare che, anche se dovessero riuscire a sopraffarli dato che molti di loro sono vecchi e potenti quasi quanto gli Originali, la maggior parte morirebbe nell'impresa, e che non vale la pena morire per una persona come Tristan, che era pronto a sacrificare la maggioranza di loro senza battere ciglio solo per vendicarsi dei Mikaelson. Aya, la seconda in comando, decide di abbandonare Tristan e ordina agli altri di ritirarsi. Tristan viene chiuso nel container da Hayley e gettato nell'oceano da uomini assoldati da Elijah, d'ora in poi vivrà eternamente sott'acqua, imprigionato e destinato ad annegare per sempre in un'eterna tortura. Klaus supplica poi Camille di non lasciarlo e di completare la transizione, ma Camille se ne va ed Elijah consiglia al fratello di lasciarle decidere il suo destino, altrimenti la perderà per sempre. Tornati a casa, Klaus e Freya scoprono che qualcuno ha liberato Aurora dall'incantesimo confinante di Freya mentre lei eseguiva l'incantesimo con Vincent e Klaus capisce che l'unico che potrebbe aver rischiato tanto per Aurora e ad avere i mezzo per riuscirci è Lucien. Hayley e il branco della Mezzaluna celebrano il funerale di Jackson, è presente anche Elijah a rendere omaggio all'alfa del branco per stare vicino all'ibrida. Camille, davanti alla lapide di suo fratello, si vede con Vincent e dice che aver aiutato i Mikaelson a sconfiggere Tristan, un essere spietato, l'ha fatta sentire bene perché, proprio come suo zio, ha fatto ciò che poteva per aiutare i più deboli. Vincent le dice che, anche se come vampiro, una persona come lei dovrebbe continuare a vivere perché è buona. Camille, desiderosa di seguire le orme di suo zio e di usare i poteri di vampiro a fin di bene, beve il sangue di Vincent dal suo polso e completa la transizione. Klaus va a casa di Camille e la trova viva a bere una scorta di sacche di sangue prese in casa dei Mikaelson e afferma che bere il sangue le ha dato un piacere che non riusciva neanche ad immaginare e che desidera nutrirsi di nuovo.
- Guest star: Nathan Parsons (Jackson Kenner), Oliver Ackland (Tristan de Martel), Rebecca Breeds (Aurora de Martel), Tracy Ifeachor (Aya).
- Altri interpreti: Christine Horn (Strega in bianco).
- Ascolti USA: telespettatori 950 000 – share (18–49 anni) 1%[11]

## Nel regno dei morti
- Titolo originale: Wild at Heart
- Diretto da: John Hyams
- Scritto da: Ashley Lyle e Bart Nickerson

### Trama
Aya ora è il capo della Strige, e tramite una delle streghe della congrega della Strige mette alla prova la fedeltà dei membri, tutti (compreso Marcel) danno prova di essere fedeli, tranne uno che viene decapitato. Elijah cerca di spronare Klaus ad approfondire la profezia sulla loro morte, ma Klaus è dell'opinione che la minaccia è stata sventata ora che Tristan non rappresenta più un problema, ma Elijah è fermamente convinto che non fosse Tristan la minaccia profetizzata da Alexis. Hayley chiede a Klaus ed Elijah se può tornare a vivere con loro e i due la riaccolgono. Aya informa Elijah di poterlo aiutare a trovare un'arma capace di uccidere gli Originali per poterla distruggere prima che venga usata su di loro. Davina ormai è stata isolata dalle streghe di New Orleans, infatti non le rivolgono nemmeno la parola, anche per strada; mentre lei e Josh camminano una limousine si avvicina a loro, dentro c'è Aya che invita Davina a salire per farle una proposta. Aya invita Davina a entrare nella congrega delle streghe della Strige, la "Sorellanza", a suo dire persino più potente della congrega delle streghe di New Orleans, dicendole che la Sorellanza ha creato un incantesimo che potrebbe riportare in vita il suo amato Kol. Klaus intanto cerca di educare Camille a convivere con la sua natura di vampiro, spingendola a nutrirsi con moderazione, ma poi la ferma dato che stava esagerando. Camille gli dà dell'ipocrita, ma lui le dice che nella sua vita ha fatto delle cose orribili e non vuole che Camille faccia i suoi stessi errori, però la giovane vampira è dell'opinione che adesso comprende veramente quanto sia appassionante la natura oscura di Klaus affermando che per tutto questo tempo ha sbagliato nel cercare di placarla, poi prova a baciarlo, ma lui la respinge sentendo che non è più la stessa ragazza di cui si è innamorato, l'Ibrido Originale abbassa la guardia e Camille gli spezza l'osso del collo. Aya fa fare a Elijah la conoscenza di una strega della Sorellanza, Ariane, che sembra poter individuare l'arma entrando nella mente di Elijah e vedendo tutto il suo passato, il vampiro si presta alla sua magia. Ariane afferma che ciò che brucerà a morte gli Originali è un "pallido cavallo". Davina, usando Josh come ancora per il mondo dei vivi, fa un incantesimo che le permetterà di viaggiare nel piano ancestrale così potrà vedere Kol. Giunta lì incontra Kol e gli fa vedere l'incantesimo che dovrebbe farlo risorgere, lui afferma che quella è una magia molto oscura e comprende che dietro a questa faccenda c'è la Strige, consigliando a Davina di non fidarsi di loro e di trovare un altro modo per riportarlo in vita perché il prezzo sarà troppo alto. Mentre Camille cammina per le strade incontra Kinney, che è tornato a fare il detective, e con la compulsione lo costringe a prendere gli oggetti oscuri di suo zio dall'attico di Lucien, ma poi arriva Klaus che prende gli oggetti. Tornati alla villa dei Mikaelson, Camille litiga con Klaus perché quegli oggetti appartengono alla sua famiglia, ma Klaus le fa tenere presente che è stato Kol a crearli quindi appartengono ai Mikaelson. Camille accusa Klaus di essere fin troppo soffocante con lei perché, ora che è forte e potente, sente di non poterla più controllare, affermando che Aurora ha vinto dato che avendola trasformata in un vampiro, le ha tolto l'unica cosa che Klaus amava di lei: la sua umanità. Davina, che è ancora nel regno dei morti, viene attaccata da Kara nel piano ancestrale e poi dalle Antenate, però Ariane proietta il suo spirito nel regno dei morti e la protegge aiutandola a tornare nel mondo dei vivi. Davina decide di unirsi alla Strige per riavere Kol e di non ascoltare l'avvertimento del suo fidanzato defunto. Hayley, nel frattempo, soffre per la morte di Jackson perché si sente responsabile, Camille le dice però che segretamente la morte del marito è un sollievo per lei perché ora potrà concentrarsi sull'unico uomo che ama, ovvero Elijah. Hayley perdona le parole della ragazza solo perché, essendo diventata da poco un vampiro, non è nel pieno delle sue facoltà, ma con un tono minaccioso le intima di non pronunciare mai più il nome di suo marito davanti a lei. Camille, avendo preso coscienza della crudeltà delle sue parole, si sente mortificata e quindi va via. Elijah parla a Klaus di questo "cavallo pallido" e i due cercano di capire di che minaccia possa trattarsi. Klaus si lamenta con Hayley per aver lasciato andare via Camille, ma Hayley gli fa capire che il vero problema è che Klaus si illuda di poter riavere indietro la Camille che amava, Hayley gli dice che questo non accadrà perché ora lei e cambiata e che ha bisogno di capire chi è senza di lui. Klaus si giustifica dicendo che voleva solo aiutare Camille, ma Hayley sostiene che quando Klaus cerca di aiutare qualcuno peggiora solo le cose: dopo aver sentito queste parole Klaus si rende conto che l'arma in grado di ucciderli è proprio il cavaliere di legno che aveva intagliato e regalato a Rebekah mille anni prima e poi a sua figlia per offrire loro coraggio e conforto: la legna usata per intagliare il cavaliere era stata ricavata da alcuni rami che gli aveva dato Elijah raccolti un po' ovunque, tra cui, inconsapevolmente anche i rami della quercia bianca. Camille, però, avendo intuito subito di cosa si trattasse, lo ha sottratto, poi telefona a Klaus dicendogli che intende usarlo come leva per spingere l'ibrido a fare ciò che vuole. Josh dice a Davina che è preoccupato per quello che lei sta per fare con la Sorellanza ma aggiunge pure che se al posto di Kol ci fosse Aiden lui farebbe di tutto per riportarlo in vita, dicendole che la sostiene. Elijah nel frattempo va ad uccidere Ariane, in quanto sa troppo della famiglia degli Originali e non può permettere ad una strega nemica di avere informazioni vitali contro di loro ed Ariane non si oppone, accettando felicemente il suo destino affermando di essere finalmente libera. Hayley stringe a sé la camicia di Jackson e inizia a piangere, Elijah le resta vicino, a detta di Hayley suo marito è morto perché ha fatto un solo sbaglio: innamorarsi di lei.
- Guest star: Nathaniel Buzolic (Kol Mikaelson), Jason Dohring (Detective Will Kinney), Haley Ramm (Ariane), Steven Krueger (Josh Rosza), Tracy Ifeachor (Aya).
- Altri interpreti: Alex Sgambati (Barista), James D. Banks (Bro), Joyce Thi Brew (Kara Nguyen), Mathias Alvarez (Vampiro insolente).
- Ascolti USA: telespettatori 920 000 – share (18–49 anni) 1%[12]

## La caduta degli angeli
- Titolo originale: Dead Angels
- Diretto da: Darren Genet
- Scritto da: Kyle Arrington e Michael Narducci

### Trama
Camille si allea con Vincent per riavere i suoi oggetti oscuri confiscati da Klaus in cambio del cavaliere intagliato con il legno della quercia bianca, quindi lo stregone la occulta con un incantesimo e crea una barriera che blocchi i vampiri dall'entrare nella cripta del cimitero. Klaus gliene porta solo un terzo in una valigia e cerca di far ragionare Camille, spiegandole che avere quegli oggetti la porterà all'arroganza e poi alla morte. Camille non lo ascolta e gli dice che non vuole più essere debole e alla mercé altrui, anche perché vuole affrontare Aurora, perciò ha bisogno degli oggetti oscuri e Klaus deve tornare a prendere il resto. Elijah spiega a Hayley che è arrivato il momento di riprendersi il controllo della Strige da Aya, Hayley gli chiede perché non si limiti semplicemente a ucciderla, ma l'Originale nel profondo è ancora affezionato a Aya raccontando a Hayley che un tempo erano amanti, lui era affascinato dalla spiccata intelligenza di Aya e la trasformò in un vampiro, i due crearono la Strige che a quel tempo era una congrega di vampiri intellettuali, ma poi arrivò Mikael che uccise quasi tutti i membri della Strige, Elijah scappò per mettere al sicuro la sua famiglia, provò a convincere Aya a seguirlo ma lei non voleva abbandonare la Strige al suo destino, poi quando Elijah tornò Tristan prese il controllo della Strige trasformandola nell'associazione belligerante che è adesso, Aya ormai gli aveva giurato fedeltà. Aya fa vedere a Davina il cadavere di Ariane, dicendole che il colpevole è Elijah, Davina ci rimane male dato che Ariane l'aveva salvata dalle Antenate. Davina consacra il corpo di Ariane, che ascende al piano ancestrale, inoltre leggendo inconsapevolmente i suoi ricordi, capisce che l'arma è il cavaliere di legno e, entrando nella villa di Klaus con la proiezione astrale, gli sente dire a Hayley che Camille ha il cavaliere e che si trova nel cimitero. Madison, la leader della Sorellanza, entra nella mente di Davina e scopre l'arma a propria volta e si dirige al cimitero con le altre streghe dopo aver detto a Davina di disprezzare la Strige perché ciò che ha fatto in cambio del loro aiuto è stato tanto spregevole che la sua famiglia l'ha rinnegata, nonostante Madison avesse fatto tutto ciò per guarire sua madre che era gravemente malata dato che Aya le aveva promesso delle cure; Madison vuole solo abbandonare la Sorellanza. Elijah va nel covo della Strige e reclama il suo posto di leader facendo appello alla Carta della Strige da lui scritta dove sono trascritte le regole della Strige a cui non ci si può opporre, una di esse afferma che in mancanza di una vera guida Elijah riprenderà le funzioni di leader del gruppo, però Aya invoca la clausola del "Gioco dei Re", che stabilisce che due pretendenti alla carica di leader, in questo caso Aya e Elijah, dovranno affrontarsi in un combattimento di forza e astuzia in singolar tenzone e il vincitore sarà il nuovo leader eletto della Strige. Madison e le altre streghe vanno al cimitero, anche Klaus è sul luogo e Madison spezza il collo di Klaus con la sua magia, purtroppo la barriera di Vincent, che era stata eretta per tenere lontani i vampiri, non funziona sulle streghe, Madison usa la sua magia per spezzare le ossa a Camille e poi prende il cavaliere dalle mani della vampira, che riesce a salvarsi grazie ad uno degli oggetti oscuri che impediscono alla strega di finirla, ma non di scappare con il cavaliere. Elijah e Aya si affrontano, quest'ultima riesce a tenere testa all'Originale, il quale accusa lei e la Strige di aver mitigato gli antichi valori della Strige con la tirannia di Tristan, ma Aya a sua volta rimprovera Elijah per averli abbandonati dato che lui mette sempre i suoi fratelli prima di tutto e che Tristan invece è stato un grande leader e un uomo d'onore. Elijah smette di trattenersi e blocca facilmente Aya, apprestandosi ad ucciderla, ma interviene Marcel che aggredisce l'Originale e ruba la Carta della Strige lanciando a tutti una sfida: se non riusciranno a catturarlo e a riprendersi la Carta della Strige entro la mezzanotte lui diventerà il nuovo leader, proprio come stabilisce la Carta. Klaus si arrabbia con Camille per come si è comportata, lei però lo accusa del fatto che cerca sempre di controllare le persone a lui vicine aggiungendo che lei non intende più essere debole mentre Klaus le dice che avrebbe potuto fidarsi di lui. Cami riceve una telefonata da Davina, la quale si è ripresa, e avverte Camille del pericolo, ma è troppo tardi, inoltre dice di aver letto la mente di Madison avendo scoperto che non lavora per la Strige ma per Aurora. Elijah trova Marcel grazie alla magia di Freya, ma quando lo obbliga a farlo entrare nell'abitazione, non lo trova. Il tempo scade e Marcel si presenta a Elijah e alla Strige affermando di aver dimostrato di essere intelligente e astuto, e nonostante non sia potente come tutti i membri della Strige, lui conosce New Orleans meglio delle sue tasche, cosa che andrà a favore della Strige dato che probabilmente la battaglia per le sorti della profezia si combatterà lì, facendo tenere presente che lui ha affrontato i Mikaelson più volte riuscendo anche a cacciarli via da New Orleans, affermando di essere la persona giusta per guidare la Strige. Elijah lo minaccia di morte ma Marcel gli fa capire che se lo ucciderà violerà le sue stesse regole e la Strige non lo rispetterà, persino Aya prende le difese di Marcel riconoscendo che sarebbe un'ottima guida, quindi la Strige proclama Marcel nuovo leader. Lo spirito di Ariane ringrazia Davina per averla consacrata. Marcel discute con Elijah sulla buona riuscita del loro piano, infatti è stata tutta una messa in scena per far sì che Marcel prendesse in mano le redini della Strige, così potranno tenerli in riga senza che possano causare danni, inoltre Elijah dà a Marcel finalmente la sua piena fiducia, avendo capito che può fidarsi della sua lealtà, cosa che Marcel apprezza molto. Marcel chiede a Aya quali siano i suoi piani, quindi lei gli rivela che la ragione per cui ha invitato Davina a unirsi alla Sorellanza è per elaborare un incantesimo che terrà i vampiri della Strige al sicuro nel caso Elijah morisse a causa della profezia, infatti è da tempo che la Strige stava studiando un modo per spezzare il vincolo che unisce gli Originali ai vampiri della loro discendenza così la morte degli Originali non causerà anche quella dei vampiri delle loro linee di sangue. Klaus e Elijah discutono su Aurora dato che cercherà di uccidere uno di loro due ora che possiede il legno della quercia bianca, infatti Aurora assume un falegname il quale usa il legno di quercia bianca del cavaliere per intagliare sette proiettili.
- Guest star: Oliver Ackland (Tristan de Martel), Rebecca Breeds (Aurora de Martel), Haley Ramm (Ariane), Tracy Ifeachor (Aya), Rebecca Blumhagen (Madison).
- Altri interpreti: Charlotte Hazzard (Inquilina dell'appartamento), Eric Goins (Uomo corpulento).
- Ascolti USA: telespettatori 800 000 – share (18–49 anni) 1%[13]

## Sepolta viva
- Titolo originale: Heart Shaped Box
- Diretto da: Chris Grismer
- Scritto da: Michelle Paradise e Christopher Hollier

### Trama
Klaus utilizza tutte le risorse di New Orleans a sua disposizione per rintracciare Aurora, più pericolosa che mai ora che è in possesso del legno della quercia bianca, purtroppo Freya non riesce a localizzarla perché la strega della Sorellanza che lavorava per lei le ha fatto un incantesimo di occultamento prima che Aurora la uccidesse. Freya trova fastidioso il modo in cui il suo fratellastro le manchi di rispetto, dicendogli che non si comporta così con Rebekah. Davina lavorando per la Strige studia un modo per sciogliere il legame di sangue che unisce gli Originali alla loro discendenza di sangue, così nel caso in cui gli Originali dovessero morire, gli altri vampiri sarebbero al sicuro, Davina capisce che manca un elemento per completare l'incantesimo, ma non ha idea di cosa sia, quindi chiede a Aya di comunicare con lo spirito di Kol essendo l'unico che conosceva abbastanza bene sua madre da comprendere come annullare il legame di sangue del suo incantesimo. Mentre Freya è occupata a localizzare Aurora, quest'ultima si presenta a Freya, rapendola. Hayley sotterra il cuore di Jackson sotto un alberello, poi viene raggiunta da Klaus che le dice che gli dispiace per la morte del marito, inoltre le chiede un favore: prendersi cura di Camille, quindi Hayley accetta dato che distrarsi un po' le sarà d'aiuto. Elijah chiama Klaus e lo informa che Aurora ha rapito Freya, lasciando una lettera dove invita Klaus e Elijah a raggiungerle in una foresta. Aya dà a Davina una candela, la Mano della Gloria, un oggetto magico la cui fiamma apre una finestra nel mondo dei morti, così potrà parlare con Kol. Freya si risveglia in una capanna, purtroppo non riesce a usare la magia perché è ancora stordita dall'anestetico che Aurora le ha iniettato, poi usando una pistola revolver spara a Fraya, ferendola e rinchiudendola in una bara sotto terra, proprio come aveva profetizzato Alexis. Davina riesce a invocare lo spirito di Kol, il quale non approva le scelte che Davina sta prendendo, inoltre le dice che non esiste un modo per sciogliere il legame di sangue, ma Davina capisce che sta mentendo, infatti Kol le dice che dovrà morire una persona, e che sa che quando lo scoprirà Davina non sarà in grado di farlo. Klaus ed Elijah raggiungono la foresta di pini, poi i due Originali si dividono, Klaus cerca la sorella ma Aurora ha sotterrato molte bare nel terreno circostante e Klaus le disotterra una a una senza però trovare Freya, però lo spirito di Finn, ancora intrappolato nel ciondolo di Freya, aiuta la sorella maggiore facendo sì che il sangue della sua ferita passi attraverso la bara, così Klaus ne sente l'odore e trova Freya, salvandola. Elijah entra nella capanna dove trova Aurora, lei vuole ucciderlo con la revolver caricata con i proiettili intagliati con il legno della quercia bianca, così grazie alla maledizione della discendenza di sangue pure Tristan morirà e non dovrà più soffrire le pene dell'eterno affogamento nel container, però poi arrivano Klaus e Freya, Aurora spara a Elijah ma Freya devia il proiettile con la sua magia. Davina cerca di ragionare e capisce che l'elemento mancante deve simboleggiare qualcosa che non ha a che fare con il legame di sangue degli Originali, ovvero il cuore di un vampiro che è estraneo alla linea di sangue degli Originali, Davina capisce che si tratta di quello di Hayley, lei infatti è per metà un vampiro, ma è stata trasformata da Hope, purtroppo le streghe della Sorellanza ascoltano la conversazione con la loro magia. Davina si arrabbia con se stessa per non aver ascoltato Kol, che non voleva che la madre di sua nipote venisse presa di mira. Klaus dà la caccia ad Aurora, lei gli spara ferendolo alla spalla, poi spara anche a Elijah colpendolo, per poi scappare. Klaus estrae la pallottola dal petto di Elijah prima che possa raggiungere il suo cuore, salvandolo. Hayley porta Camille nella palestra di Marcel combattendo contro di lei, per insegnarle ad avere più sicurezza di se stessa e dei suoi poteri, poi Davina telefona a Hayley per dirle che è in pericolo, ma le streghe della Sorellanza raggiungono la palestra e dopo aver messo al tappeto Camille cercano di strappare il cuore a Hayley. Kol ha un'idea per fermarle, così assorbe l'energia magica di Davina tramite la Mano della Gloria facendole perdere i sensi, così anche le streghe della Sorellanza perdono i sensi, visto che la magia di Davina è legata alla loro. Poi arriva Aya che affronta Hayley avendo la meglio su di lei, però interviene Marcel che le dice che se ucciderà Hayley i Mikaelson distruggeranno lei e la Strige vanificando i loro sforzi, promettendo che troverà un'alternativa per sciogliere il legame di sangue che non implichi la morte di Hayley. Prima che la candela della Mano della Gloria si spenga, Kol e Davina si salutano con un bacio. Hayley informa Klaus ed Elijah di ciò che è successo, i tre però capiscono che esiste un altro cuore che ha le stesse caratteristiche di quelle di Hayley, ovvero quello di Jackson, perché anche se lui era un licantropo durante la cerimonia matrimoniale Jackson non solo ha ottenuto gli stessi poteri della moglie, ma il suo cuore è anche diventato il riflesso speculare di quello di Hayley. Elijah e Klaus non possono permettere che il legame che li unisce alla loro discendenza venga spezzato perché altrimenti gli altri vampiri non avrebbero nessuna ragione per difendere gli Originali, specialmente ora che Aurora è in agguato dato che ha a disposizione altri proiettili intagliati con il legno della quercia bianca. Hayley, Klaus e Elijah vanno a disotterrare il cuore di Jackson, ma è troppo tardi, infatti Marcel ha fatto il loro stesso ragionamento e ruba il cuore del licantropo consegnandolo ad Aya, la quale si complimenta con lui affermando che è un buon leader, però Marcel, nonostante condivida con Aya il desiderio di sciogliere il legame di sangue, la minaccia di morte nel caso decida di sfidarlo un'altra volta. Klaus per la prima volta fa sentire Freya parte della famiglia dicendole che pure lei è compresa nel giuramento "sempre e per sempre". Aya raggiunge Aurora proponendole un'alleanza per rompere il legame con gli Originali e poi ucciderli.
- Guest star: Nathaniel Buzolic (Kol Mikaelson), Rebecca Breeds (Aurora de Martel), Tracy Ifeachor (Aya).
- Altri interpreti: Hajji Golightly (Agente di polizia).
- Ascolti USA: telespettatori 870 000 – share (18–49 anni) 1%[14]

## L'alleanza
- Titolo originale: A Streetcar Named Desire
- Diretto da: Matt Hastings
- Scritto da: Beau DeMayo e Diane Ademu-John

### Trama
Aya, che ha stretto un'alleanza con Aurora, permette alle streghe della Sorellanza di connetterla telepaticamente a Tristan, la cui coscienza è stata trasferita dalle streghe della Strige in un limbo dove non dovrà subire le pene che sta passando dentro al container, i due sono felici di potersi riabbracciare, Aurora gli promette che troverà un modo per salvarlo. Intanto Stefan Salvatore è a New Orleans e fa la conoscenza di Freya, che con la sua magia trova il modo per inibire il potere della sua cicatrice che permette alla cacciatrice Rayna di localizzarlo. I lupi della Mezzaluna trovano Aya e Aurora in una roulotte, informando Klaus, il quale giunge sul luogo con Elijah e Hayley, quest'ultima dopo essersi separata dai due fratelli trova nella roulotte Lucien, essiccato e legato giorni prima da Aurora quando quest'ultima, dopo essere stata liberata da lui, dichiarava di voler uccidere Klaus, e quindi anche Lucien a causa del legame della linea di sangue. Nel frattempo Elijah e Klaus vengono attaccati da una strega della Sorellanza, che proietta le loro coscienze nel limbo dove si trovano Aurora e Tristan, infine i due Originali vengono rapiti dalla Strige. Lucien viene portato nella villa dei Mikaelson riacquistando le forze, vuole aiutare Marcel e Hayley a salvare Klaus perché è molto probabile che Davina non riesca a recidere il vincolo di sangue che lo lega alla sua discendenza e, dato che Aya ha solo due proiettili intagliati con il legno della quercia bianca sicuramente per non rischiare userà il primo su Klaus per testare l'incantesimo, e a quel punto lui morirà con tutta la sua discendenza, compreso Lucien. Intanto i corpi di Klaus e Elijah vengono portati nella dimora della Strige dove la Sorellanza si appresta a fare l'incantesimo, immergendo i corpi dei due vampiri nell'acqua usando anche il cuore di Jackson. Le menti di Elijah e Klaus sono nel limbo con quelle di Tristan e Aurora, i quali spiegano che questa è una magia rappresentativa e loro potranno uscirvi solo se troveranno gli oggetti che più li rappresentano. Nonostante Marcel sia il capo della Strige, non può convincerli a lasciare in pace Klaus e Elijah perché si rivolterebbero contro di lui, Stefan si offre volontario per aiutarli dato che anche lui appartiene alla linea di sangue di Klaus e se quest'ultimo morisse anche Stefan farebbe la stessa fine, infatti Stefan ha un piano, ma è necessario che Marcel lo faccia entrare nella proprietà della Strige. Inoltre è pure necessario liberare i due Originali dalla magia rappresentativa, quindi Freya con la sua magia spezza il collo a Lucien per usarlo come fonte di magia, essendo il vampiro più antico di tutti dopo gli Originali, in questo modo anche la sua coscienza entrerà nella magia rappresentativa e potrà inibire gli oggetti che rappresentano i fratelli, facendoli risvegliare. Marcel, con la sua auto, entra nella villa della Strige, mentre Hayley e Stefan sono nel bagagliaio, Stefan chiede alla ragazza perché rischia la vita per Klaus, lei gli dice che non vuole che Hope perda suo padre, Stefan invece non vuole salvare l'Ibrido Originale solo per se stesso, ma anche per Caroline e Damon, infatti anche loro rischiano di morire se Klaus fa la stessa fine dato che fanno parte della sua discendenza di sangue. Marcel entra nella stanza da cerimonia e cerca di convincere Davina a cambiare idea perché la Strige vuole Klaus ed Elijah morti, e questo a Kol non piacerà visto che vuole bene ai suoi fratelli, ma Davina vuole andare fino in fondo sostenendo che Marcel non deve proteggere Klaus, perché non gli deve niente ed è certa che a Kol non importi, e che merita di essere libero da lui, Davina considera Marcel la sua unica famiglia e ha bisogno che creda in lei. All'interno della magia rappresentativa Aurora si diverte a provocare Klaus parlano di Camille, inoltre lei e suo fratello fanno notare ai due Originali che il loro giuramento, "sempre e per sempre", non ha fatto altro che renderli soli, inoltre Aurora dice all'Ibrido Originale che lui nel corso degli anni è sempre stato aiutato da persone che erano costrette a farlo, e che nessuno lo ha mai difeso per vera generosità, e che sia lei che Aya sono state tradite da Klaus e Elijah. Quest'ultimo però rigira il coltello della situazione facendo notare ad Aurora che critica entrambi per essersi preclusi a vicenda l'amore quando Tristan ha fatto esattamente la stessa cosa con lei segregandola per secoli a causa del suo squilibrio mentale. Stefan, nel bagagliaio, toglie un po' della polvere magica che Freya ha messo sulla cicatrice per sopprimere il potere che attirava Rayna, in questo modo la cacciatrice avverte la presenza di Stefan nella villa della Strige e fa irruzione lì uccidendo alcuni vampiri e spingendo quindi Aya e i membri della Strige a lasciare la stanza della Sorellanza per affrontare la cacciatrice, quindi Hayley approfitta della loro distrazione per entrare nella villa. Freya, canalizzando il potere di Lucien, entra nella magia rappresentativa liberando i suoi fratelli, grazie a Klaus che le dice di prendere le due regine della scacchiera che si trovava lì, i due oggetti che li rappresentavano, ovvero le donne che hanno tradito: Aya e Aurora. Hayley e Marcel cercano di fermare l'incantesimo di Davina, intanto Klaus e Elijah si risvegliano, quest'ultimo uccide le streghe della Sorellanza, invece Klaus cerca di fermare Davina, ma è troppo tardi, lei infatti riesce a spazzare il legame che univa l'Ibrido Originale alla sua discendenza. La magia rappresentativa si annulla a causa della morte delle sue creatrici, e Tristan, dopo aver detto addio alla sorella, è costretto a riaffrontare la tortura dell'eterno annegamento. Aya torna nella stanza dopo aver ucciso Rayna Cruz (la quale tornerà in vita con i suoi poteri) e vi trova Elijah, il quale prende la pistola con il proiettile di legno, ma non se la sente di uccidere Aya dato che si sente responsabile per averla abbandonata, ma Hayley la uccide dato che è stata Aya a rapire lei e Jackson permettendo a Tristan di uccidere suo marito. Davina si arrabbia con Marcel perché ancora una volta ha scelto di schierarsi con i Mikaelson. Klaus, per punire Aurora, decide di murarla viva dentro una cripta del cimitero, sigillata da un incantesimo di Freya, dove resterà imprigionata per sempre. Stefan decide di tornare a casa e saluta Klaus, quest'ultimo lo ringrazia e gli chiede di prendersi cura di Caroline mentre Stefan gli dice di fare lo stesso con Hayley, affermando che lei tiene a lui quanto basta da rischiare la vita. I due vampiri si stringono la mano e Stefan se ne va. Klaus, però, inizia a sentirsi debole, Freya gli spiega che la rottura della discendenza di sangue ha sprigionato una grande quantità di energia mistica, pari a quella che venne generata dalla nascita di Hope. Klaus dopo un po' di riposo tornerà in perfetta forma, ma si chiede dove sia finita tutta quell'energia magica. Essa è stata canalizzata da Davina che, usando il sangue di Klaus e Elijah, e le ceneri del suo fidanzato defunto, riporta in vita Kol con un potente incantesimo.
- Special guest star: Paul Wesley (Stefan Salvatore).
- Guest star: Nathaniel Buzolic (Kol Mikaelson), Andrew Lees (Lucien Castle), Oliver Ackland (Tristan de Martel), Rebecca Breeds (Aurora de Martel), Tracy Ifeachor (Aya), Leslie-Anne Huff (Rayna Cruz).
- Altri interpreti: Amy H Le (Cynthia), Jay McGee (Strige 1), Jason Benjamin (Guardia della Strige 1), Masud Olufani (Guardia della Strige 2).
- Ascolti USA: telespettatori 1 070 000 – share (18–49 anni) 2%[15]

## Un vecchio amico
- Titolo originale: An Old Friend Calls
- Diretto da: Jeffrey Hunt
- Scritto da: Carina Adly MacKenzie e Michael Russo

### Trama
Tre giorni dopo la rottura della discendenza di sangue di Klaus, quest'ultimo prende le lettere delle persone care delle vittime di Klaus, una lista di alcuni dei nemici della sua discendenza di sangue che si è creato nel corso dei mille anni di vita. Elijah consiglia a Klaus di andare a parlare con Camille per tranquillizzarsi e farsi passare la paranoia, ma la donna non si ritiene in grado di aiutarlo in quanto presa dai propri problemi, arrabbiata perché Klaus non ha ucciso Aurora, e convinta che Klaus l'abbia condannata a vivere nel tormento perché da vampira non è apprezzata come quando era umana. Klaus intravede in città Gaspar Cortez, membro ed unico sopravvissuto di una famiglia criminale sterminata dallo stesso Klaus trecento anni prima dopo che questi ultimi distrussero un luogo che gli piaceva visitare e torna a casa per informare Freya ed Elijah. Kol, nel frattempo, si risveglia dopo tre giorni di sonno perché tornare in vita ha prosciugato le sue energie, ma ora è tornato in forze. Davina, però, capisce che Kol è tornato come vampiro e non come stregone e il suo ben noto passato di assassino psicopatico non la lascia tranquilla. Kol le promette di potersi fidare di lui e che con lei accanto non tornerà ad essere quello di prima, così la ragazza gli prepara un anello solare. Davina giunge alla villa dei Mikaelson e Klaus attacca la strega, ma Kol scaraventa a terra il suo fratellastro. Klaus, Elijah e Freya, sconvolti nel vedere il giovane fratello vivo e vegeto, capiscono che Davina ha usato l'energia della rottura della discendenza di sangue per richiamare Kol. Sotto gli occhi preoccupati e sorpresi di Davina, però, Klaus abbraccia felicemente Kol e anche Elijah lo accoglie a braccia aperte. Freya stessa si presenta a Kol, ma quando questi chiede notizie di Rebekah, Klaus lo informa che gli dirà cosa le è accaduto solo quando Davina sarà andata via. Kol non è d'accordo, ma Davina accetta la decisione dopo essersi messa d'accordo con Kol di andare a ballare. Marcel, intanto, viene informato da due membri della Strige che ci sono incombenze per cui i vampiri dell'organizzazione non possono lasciare New Orleans: alcuni dei loro uomini sono scomparsi. Marcel, dunque, chiede a Josh se può intercedere per lui con Davina chiedendole un incantesimo di localizzazione per trovare i vampiri spariti. Kol, nel frattempo, non vuole più bere sangue direttamente dal collo, ma da sacche di sangue, in quanto il suo istinto di uccidere per nutrirsi è ben più spiccato che nei fratelli e teme di perdere il controllo, cosa che gli precluderebbe l'amore di Davina. Subito dopo Kol suggerisce a Freya un incantesimo particolare che consenta di individuare tutti i nemici di Klaus identificati nelle lettere. I nemici vengono configurati, sparsi per il mondo, e solo Cortez è indicato a New Orleans. Cortez stesso, intanto, usa vittime umane per indurre Vincent al Rousseau's e costringerlo a chiedere agli antenati se esista e dove si trovi un pezzo della quercia bianca, altrimenti le trenta persone nel bar, soggiogate da lui, si uccideranno a vicenda. Sopraggiunge anche Camille, che viene neutralizzata, mentre Vincent non riesce ad ottenere nessuna risposta dagli antenati, che invece lo feriscono. Davina fa l'incantesimo su richiesta di Josh e individua i membri della Strige indicati da Marcel, che però sono morti, torturati con morsi di lupo mannaro e uccisi. Elijah capisce che in mezzo a tutto ciò c'è Hayley e che le sue azioni rischiano di provocare una guerra che coinvolgerà New Orleans e la Strige, ma Hayley afferma di aver sempre combattuto per i Mikaelson, mentre questa volta sente il bisogno di combattere per la memoria di suo marito. Davina è preoccupata nel vedere il suo amato così a suo agio con la sua famiglia, inoltre teme che ora che Kol sia tornato a essere un Originale non sia lo stesso di cui si è innamorata quando quest'ultimo era nel corpo di un mortale. Klaus, avvisato da Camille, arriva al bar e, nonostante le minacce di Cortez, uccide lui stesso tre umani dopo aver neutralizzato il vampiro. Subito dopo lo costringe a parlare e Cortez rivela che è ben lieto di morire dopo aver confermato che esiste la quercia bianca e che il suo scopo era informare tutti i nemici di Klaus da lui conosciuti di tale esistenza dopo la rottura della discendenza di sangue. Klaus decapita Cortez, mentre Freya e Kol si accorgono che tutti i nemici di Klaus da loro individuati si stanno muovendo verso New Orleans. Elijah trova Hayley e, dopo averle strappato di mano la lista con i vampiri da lei ritenuti responsabili della morte di Jackson, uccide i restanti e consegna a Marcel la testa di Cortez perché lo usi come capro espiatorio per i vampiri morti della Strige. Marcel avvisa loro che le altre discendenze di sangue iniziano a muoversi che il loro sire, Elijah, potrebbe essere in pericolo, così come tutti loro. Klaus, onde non mettere in pericolo chi ama di più, decide che sparirà nel nulla, diventando irrintracciabile per un po' e Kol conosce già l'incantesimo, da lui inventato, per far sì che qualsiasi strega faccia un incantesimo per localizzare Klaus lo individui a New Orleans anche se lui sarà da tutt'altra parte. Klaus parla con Camille e le dice che i suoi sentimenti per lei non sono cambiati affatto da quando è diventata vampira, ma Camille gli dice che i suoi lo sono e che la parte che credeva nella sua redenzione e che lo amava era quella umana e che è morta. Klaus, ferito, se ne va mentre Camille inizia a piangere per ciò che gli ha detto. Hayley, nel frattempo, dice ad Elijah che lo ha sempre amato e che ha sposato Jackson nonostante amasse lui e che per il suo egoismo Jackson, che conosceva questo amore, è morto. Per questo Hayley afferma che non può amare Elijah perché ogni volta che lo guarda rivede Jackson e le sembra di calpestare la sua memoria visto che è per il suo amore che è morto. Elijah, col cuore spezzato, accetta la sua decisione. Freya e Kol, nel frattempo, legano e parlano di quando lui, senza conoscere la sua identità, si fece accompagnare da lei alla festa di Natale dei Mikaelson dove poi venne pubblicamente pugnalato. Freya gli dice che la resurrezione Kol la rende felice, quest'ultimo contento di essere in pace con la sua famiglia, capisce che è il momento di fare la cosa giusta e stare con la sua ragazza, perciò scrive a Freya l'incantesimo per ingannare le streghe e va da lei. Kol e Davina ballano nella soffitta che fu la casa di Davina quando Marcel l'accolse e Kol le dice che non è stata la magia a renderlo migliore, ma lei, in seguito i due fanno l'amore per la prima volta. Vincent rivela a Camille di sapere che ha mentito riguardo ai suoi sentimenti per Klaus e la vampira ammette di voler trovare e uccidere Aurora prima che lei si liberi da sola e le dia la caccia, e di non poter contare su Klaus perché teme l'abbia lasciata vivere perché sia ancora innamorato di lei. Klaus, intanto, si appresta a sparire, saluta Elijah e Freya e se ne va da New Orleans insieme ad Hayley ed Hope. Vincent, nel frattempo, informato dagli antenati, ha una visione e sotto il pavimento di un capanno abbandonato trova l'ultimo proiettile di quercia bianca. Kol, nel cuore della notte, si sveglia mentre Davina è ancora a letto addormentata e, preso dalla sete di sangue, prende la sacca che aveva preso dai fratelli, ma ormai è finita, quindi esce per nutrirsi e, seppur senza volerlo, si nutre di una ragazza fino ad ucciderla. Arrabbiato con se stesso per la sua incapacità nel controllarsi, una voce familiare giunge alle sue spalle criticando la sua totale mancanza di autocontrollo. Girandosi vede il fratello maggiore Finn vivo in carne e in ossa.
- Guest star: Nathaniel Buzolic (Kol Mikaelson), Caspar Zafer (Finn Mikaelson), Steven Krueger (Josh Rosza), Matt Cedeño (Gaspar Cortez).
- Altri interpreti: Greg Perrow (Isaac), Jeph Cange (Holt), Miko Defoor (Uomo), Lesa Wilson (Vampira della Strige).
- Ascolti USA: telespettatori 880 000 – share (18–49 anni) 1%[16]

## Da solo con tutti
- Titolo originale: Alone with Everybody
- Diretto da: Hanelle Culpepper
- Scritto da: Ashley Lyle e Bart Nickerson

### Trama
Kol, Freya ed Elijah discutono sulla resurrezione di Finn, secondo Kol quando Davina lo ha fatto risorgere con il sangue di Klaus e Elijah involontariamente ha riportato in vita anche Finn essendo un consaguineo, Freya è dell'opinione che questa è l'occasione giusta per ricostruire la famiglia, ma Kol non intende perdonare suo fratello maggiore dato che è stato lui a ucciderlo. Vincent viene aggredito da una vampira di nome Sofya, lo stregone aveva cercato di fermarla con la sua magia ma stranamente non ha funzionato, poi lei gli ruba il proiettile di quercia bianca. Klaus e Hayley sono in viaggio con Hope e si fermano in un bar gestito da Hollis, un licantropo amico di Hayley che le offre un alloggio, inoltre le confessa che Kayla, una ragazza lupo a cui Hayley era molto legata, ha attivato da poco il gene della licantropia uccidendo un uomo che le voleva fare del male, quindi Hayley decide di aiutarla. Josh si lamenta con Marcel perché sta trascurando i suoi doveri di capo del quartiere da quando è diventato il capo della Strige, Marcel gli dice che la Strige resterà a New Orleans finché non si impadronirà del proiettile di quercia bianca assicurandosi l'assoluta protezione di Elijah. Josh informa Marcel che dal dark-web ha scoperto di un sito d'aste dove qualcuno vuole vendere al miglior offerente il proiettile, poi arriva Vincent che conferma ciò che ha detto Josh, i tre accedono al sito che è gestito da Sofya, tutti iniziano a fare le loro offerte, partendo da un prezzo base di cinque milioni di dollari, Marcel però si aggiudica l'asta usando un "aliquid sub sole", ovvero che la Strige si impegnerà a esaudire un qualunque desiderio. Freya chiede a Finn se il suo modo di relazionarsi alla famiglia sarà diverso, lui afferma di non voler più fare del male ai suoi fratelli ma che preferisce morire piuttosto che far parte di questa famiglia, infatti lui vuole trasferire il suo spirito nel corpo di uno stregone e vivere una vita mortale. Klaus si oppone fermamente all'idea di Hayley di aiutare Kayla perché ora che devono scappare non hanno il tempo per aiutare la gente; Hayley rimprovera Klaus per il suo egoismo, rimarcando il fatto che è proprio questa parte del suo carattere che ha spinto i suoi nemici a odiarlo, Klaus si giustifica affermando che ha dovuto imparare a essere cattivo per proteggere la sua famiglia, ma secondo Hayley queste sono solo delle scuse affermando che lui si mette sempre nei guai da solo, aggiungendo che non gli permetterà mai di far sì che Hope diventi come lui, perché un giorno probabilmente anche la piccola attiverà il gene della licantropia e quel giorno Hayley vorrebbe che al suo fianco ci siano degli amici, facendo capire a Klaus che essere gentili non è sempre sintomo di debolezza. Josh va da Sofya a ritirare il proiettile, ma lei sapendo che lavora per Marcel, lo aggredisce, poi arrivano Marcel e Vincent che lo salvano, infine Josh, Marcel e Vincent, con l'aiuto dei vampiri della Strige, catturano Sofya e prendono il proiettile. Davina cerca di distrarre Kol ma lui è concentrato solo sull'odio che prova per Finn, ma Davina gli promette che lui la pagherà, poi Kol, mentre stava per fare l'amore con Davina, inizia a cedere ai suoi impulsi omicidi, e quindi la lascia sola per non farle del male. Elijah spiega a Kol che lasciare che Finn diventi uno stregone mortale è la cosa migliore, ma per Kol non è abbastanza, poi confessa a Elijah che da quando è tornato in vita fa fatica a tenere al bada i suoi istinti peggiori e che ha paura di fare del male a Davina. Marcel dà a Elijah il proiettile di quercia bianca mentre Josh e Vincent interrogano Sofya per scoprire per chi lavora. Davina va alla villa dei Mikaelson e maledice Finn vincolando il suo spirito al suo corpo Originale, quindi lui resterà un vampiro per sempre. Finn, fuori di sé dalla rabbia, attacca Davina, ma poi interviene Kol e i due Originali si affrontano, ma Elijah interrompe lo scontro, poi decide di buttare il proiettile nel fuoco, ma Finn prende il proiettile, lui vuole usarlo per morire, ma Lucien ruba il proiettile e lo dà a Elijah. Finn lo supplica di usare il proiettile su di lui per ucciderlo, perché non può vivere per sempre come un mostro; Elijah, sentendo che il proiettile potrebbe tornare utile in futuro, decide di non distruggerlo, quindi lo dà a Freya, la quale lo custodirà occultando se stessa con la magia. Hayley va da Kayla e la porta in un luogo di raduno dei licantropi dove, per tradizione, vanno lì quando attivano il gene della licantropia, e le dice che la sua prima trasformazione sarà dolorosa, ma che lei è una persona forte e che riuscirà a superare tutto ciò, poi Hayley viene raggiunta da Klaus che ammette che aveva ragione lei, infatti Klaus comprende che non può fare tutto di testa sua, e che Hayley non lo ha mai abbandonato nonostante le sue cattiverie. Poi Klaus nota una tessera, che apparteneva all'uomo che Kayla aveva ucciso, sembra che fosse un dipendente della società di Lucien, la Kingmaker Land Development Inc. i quali stavano dando la caccia ai lupi della zona come hanno fatto con i lupi del Bayou, trovando la cosa sospetta. Marcel e Elijah festeggiano la buon riuscita del piano, ma l'Originale trova che sia stato anche troppo facile recuperare il proiettile, infatti Sofya, mentre viene interrogata da Vincent e Josh, ammette di aver lasciato che prendessero di proposito il proiettile, poi Vincent cerca di usare la magia su di lei ma proprio come la prima volta essa non funziona, poi Vincent capisce che le Antenate proteggono Sofya perché sono dalla parte del suo misterioso capo, le Antenate condizionano Vincent spingendolo a spezzare il collo a Josh e a liberare Sofya. Elijah e Klaus parlano al cellulare, quest'ultimo informa suo fratello maggiore che indagherà sulle ragioni per cui Lucien sta dando la caccia ai licantropi. Vincent, ancora sotto il controllo delle Antenate, raggiunge Freya e le fa perdere i sensi con la sua magia, per poi consegnarla al misterioso capo di Sofya, che si rivela essere Lucien, il quale prende il proiettile di quercia bianca che era in possesso di Freya affermando che ora che ha a disposizione il legno della quercia bianca, Freya (in quanto strega Mikaleson) e il veleno dei licantropi, potrà portare a termine il suo piano.
- Guest star: Nathaniel Buzolic (Kol Mikaelson), Taylor Cole (Sofya Voronova), Andrew Lees (Lucien Castle), Caspar Zafer (Finn Mikaelson), Steven Krueger (Josh Rosza), Dan Martin (Hollis).
- Altri interpreti: Tobias Jelinek (Vampiro), Stephen Shelton (Barista), Amber Midthunder (Kayla), Michael Perry (Poliziotto).
- Ascolti USA: telespettatori 930 000 – share (18–49 anni) 1%[17]

## Dietro l'orizzonte nero
- Titolo originale: Behind the Black Horizon
- Diretto da: Joseph Morgan
- Scritto da: Declan de Barra e Diane Ademu-John

### Trama
Lucien, dopo aver rapito Freya, la porta con sé, insieme a Vincent, quest'ultimo su coercizione degli Antenati, il vampiro rivela ai due che lui e gli Antenati si sono alleati da tempo, dal momento in cui venne a New Orleans, dato che condividono un acceso odio per i Mikaelson, infatti stando agli accordi Lucien si sbarazzerà di loro mentre gli Antenati gli daranno protezione. Lucien confessa a Freya che un tempo venerava i suoi fratelli come se fossero degli dei, ma loro lo tradirono rubandogli la sua identità, da allora ha maturato l'idea che essere Originali era un dono che i suoi fratelli non meritavano mentre lui sì, infatti Lucien vuole replicare l'incantesimo di Esther e crearne una variante che lo trasformerà in un nuovo tipo di vampiro, ancora più forte degli Originali, ma deve essere fatto nel luogo in cui i Mikaelson si trasformarono la prima volta, infatti Lucien porta Vincent e Freya nei boschi di Mystic Falls dove Esther trasformò in principio i suoi figli in Originali. Vincent, prima che la sua mente venisse manipolata dagli Antenati, aveva dato appuntamento a Davina al St. James Infirmary, lì la strega trova il cellulare di Vincent con una registrazione dove lui le dice che sotto il controllo degli Antenati ha rapito Freya dandola a Lucien. Lei fa vedere il video a Elijah e Finn, quindi Davina con un incantesimo non molto preciso, usando il sangue di Vincent e Finn (data la connessione tra i due che si venne a creare quando lo spirito dell'Originale prese possesso di Vincent) li localizza nel nord della Virginia, quindi gli Originali capiscono che Lucien ha portato Freya a Mystic Falls. Klaus, dopo aver appreso che Lucien complotta contro di loro, va insieme a Hayley in uno degli uffici della Kingmaker Land Development Inc. per capire la ragione per cui Lucien dà la caccia ai licantropi, dopo aver lasciato Hope con Mary. I due ibridi uccidono i dipendenti dell'azienda e trovano un laboratorio dove ci sono molti licantropi sotto sedativi, e una vampira morta, Klaus capisce che è lì che è stato sintetizzato il vaccino contro il veleno dei licantropi, ma Hayley sospetta che stiano lavorando anche a qualcos'altro. Intanto Freya si rifiuta di fare l'incantesimo ma Lucien le dice che da lei vuole solo il suo sangue Mikaelson, infatti sarà Vincent a farlo dato che gli Antenati lo costringono. Davina e Kol vanno da Camille per prendere uno degli oggetti magici che Klaus le ha dato, che permetterà a Davina di localizzare Vincent, ma Kol inizia a comportarsi con prepotenza con Camille, quindi Davina lo manda via, stufa dei comportamenti turbolenti che sta manifestando ultimamente; Camille le fa notare che suo zio prima di morire, quando venne maledetto, si comportava nello stesso modo. Finn e Elijah raggiungono Mystic Falls, ad attenderli c'è Matt Donovan, quest'ultimo intima ai due di andarsene perché l'accesso ai vampiri ora è vietato a Mystic Fall, tra l'altro è piuttosto stupito nel vedere che Finn è ancora vivo dato che era stato proprio Matt a ucciderlo. I due Originali lo informano che sono lì per salvare la sorella e che poi se ne andranno, quindi Matt, pur di sbarazzarsi di loro, decide di aiutarli. Intanto Davina, con le istruzioni di Kol, usa un incantesimo per far sì che Finn percepisca la presenza di Vincent. Quest'ultimo intanto, con il sangue di Freya e la quercia bianca del proiettile, crea un siero con la magia a cui Lucien aggiunge una strana sostanza, poi riempie due fiale con il siero, e ne assume una. Finn, Elijah e Matt li raggiungono, Lucien prende Freya come ostaggio, ma Finn spinge Matt a sparare con i suoi proiettili di legno a Freya e Lucien, colpendo quest'ultimo al cuore uccidendolo, mentre Eliajh guarisce Freya con il suo sangue, la strega gli dice che non dovevano ucciderlo perché era ciò che voleva Lucien, infatti per completare la trasformazione dopo aver assunto il siero doveva morire, il siero lo fa risorgere trasformandolo in un vampiro invincibile, e molto più forte degli Originali. Matt gli spara ma il legno non sortisce alcun effetto contro di lui, poi affronta Elijah e Finn sconfiggendoli facilmente mordendo quest'ultimo, Freya poi allontana Lucien con la sua magia. Kol viene avvertito dai suoi fratelli di ciò che è successo, Kol ipotizza che Lucien si sia trasformato nella Bestia che secondo la profezia di Alexis porterà i Mikaelson alla distruzione, poi si arrabbia e litiga con Davina, che è sempre più preoccupata per lui. Freya e Elijah portano Finn nella villa di famiglia, lui sta male dato che il morso di Lucien ha sercernato un veleno simile a quello dei licantropi, poi Klaus, convinto da Hayley, torna a New Orleans e fa bere il suo sangue a Finn guarendolo. Finn ringrazia il suo fratellastro, e anche Kol dato che è stato merito suo se lui ha ritrovato Freya, affermando che per la prima volta sente di essere parte del loro "sempre e per sempre". Poi però inizia a sentirsi male e muore, infatti il sangue di Klaus non è riuscito a guarirlo dal veleno di Lucien. Hayley, rimasta nei laboratori della Kingmaker Land Development Inc. mette in salvo tutti i licantropi che si trovavano lì, uno di loro le dice che la Kingmaker Land Development Inc. ha fatto catturare i lupi che discendono dai primi sette branchi per studiare i loro veleni nei laboratori che di volta in volta iniettavano alla vampira morta e che poi guarivano sempre con il vaccino da loro sintetizzato, ma un giorno le iniettarono un veleno di lupo così potente che nemmeno il vaccino la guarì, uccidendola. I Mikaelson gettano le ceneri del fratello nelle acque, Elijah gli dice che lo ammira per aver combattuto contro la sua natura per tutto questo tempo, Freya lo ringrazia per averla salvata, Kol invece, a prescindere dall'odio che prova per lui, gli augura di essere in pace mentre Klaus giura di vendicarlo. Davina e Vincent discutono su Kol, la strega usando la magia ha scoperto, tramite il sangue del suo fidanzato, che la sua rabbia crescente è dovuta al fatto che gli Antenati lo hanno maledetto quando lei lo ha riportato in vita; Vincent, stufo degli Antenti e del loro comportamento distruttivo e dispotico, afferma che è arrivato il momento di fermarli. Hayley raggiunge i Mikaelson per dirgli cosa ha scoperto alla Kingmaker Land Development Inc. ovvero che Lucien nei suoi laboratori ha sintetizzato un ceppo, ovvero un nuovo veleno di licantropo, una combinazione del veleno dei licantropi che discendono dai primi sette branchi (tra cui quello della Mezzaluna di Hayley e quello da cui discende Klaus) e che non c'è cura per questo veleno, probabilmente lo stesso che ha ucciso Finn, infatti Freya capisce che la sostanza che Lucien aveva aggiunto al siero che lo ha trasformato nella Bestia era proprio il ceppo del veleno, che lui ora può riprodurre con il suo morso. Freya ripensa al fatto che Lucien aveva riempito due fiale con quel siero, la prima l'ha assunta lui, Klaus ipotizza che Lucien voglia dare la seconda fiala di siero a un altro vampiro così da creare una seconda Bestia; i Mikaelson non ci mettono molto a capire che Lucien vuole dare la seconda fiala a Aurora, di cui è sempre stato innamorato, quindi Klaus va alla cripta dove l'ha murata vedendo che non c'è più, infatti Lucien l'ha liberata. Klaus è agitato dato che deve affrontare un nemico che ha il potere di uccidere un Originale.
- Special guest star: Zach Roerig (Matt Donovan).
- Guest star: Nathaniel Buzolic (Kol Mikaelson), Andrew Lees (Lucien Castle), Caspar Zafer (Finn Mikaelson).
- Altri interpreti: Francine Locke (Addetta alla reception), Michael Harding (Licantropo più anziano).
- Ascolti USA: telespettatori 890 000 – share (18–49 anni) 1%[18]

## La forza misteriosa
- Titolo originale: The Devil Comes Here and Sighs
- Diretto da: Jesse Warn
- Scritto da: Kyle Arrington e Michelle Paradise

### Trama
Lucien e Aurora fanno una cena romantica all'aperto, Lucien la informa che è appena diventato un essere superiore e che può uccidere gli Originali, e offre alla sua amata la seconda dose del siero, così pure lei diventerà una Bestia come lui, promettendole amore, potere e vendetta contro i Mikaelson; Aurora accetta il siero ma a patto che Lucien le restituisca suo fratello, Lucien accetta dicendole che nel peggiore dei casi ucciderà Elijah così a causa della maledizione della linea di sangue pure Tristan morirà e almeno non patirà più dolore. Freya studia un modo per sigillare Lucien, mentre Kol e Vincent rimangono al St. James Infirmary dato che lì la magia non ha effetto e dunque gli Antenati non possono manipolare le loro menti. Vincent dice a Davina e Kol che un tempo la congrega delle streghe non aveva propositi bellici ma che tutto è cambiato da quando i vampiri hanno preso il controllo del quartiere francese, e che probabilmente aiutano Lucien perché vedono in lui l'ultima possibilità per sconfiggere i Mikaelson, quindi Vincent decide di dialogare con gli Antenati per convincerli ad abbandonare i loro propositi. Mentre Klaus cammina per le strade vede Lucien e decide di affrontarlo in un vicolo, con l'unica arma che possa neutralizzarlo, ovvero la lama di Papa Tunde, ma non riesce a pugnalarlo essendo troppo forte e veloce, poi Lucien usa la lama contro l'Ibrido Originale facendogli perdere i sensi, e nonostante possa sconfiggerlo decide di risparmiarlo affermando che Klaus dovrà adempiere alla parte della profezia secondo cui un Mikaelson morirà per mano di un famigliare, infatti vuole spingere Klaus a uccidere Elijah. Camilla, nascosta, assiste alla scena e va alla villa dei Mikaelson per avvertirli, infine Elijah riceve un messaggio al cellulare dove Lucien gli dà appuntamento. Lucien porta Klaus nel suo loft e lo tortura davanti ad Aurora, poi li lascia soli. Klaus ammette alla fine che non ha ucciso Aurora perché non ne aveva il coraggio dato che sente che c'è ancora speranza per lei e che dopo un po' di tempo l'avrebbe liberata dalla cripta in cui l'aveva murata, ma lei lo deride dicendogli che quando lo ucciderà proverà un'incommensurabile goduria. Klaus la deride per via dell'amore che Lucien prova per lei, Aurora ammette che non prova nulla per lui e che lo sta solo usando per i suoi scopi. Vincent va al cimitero per comunicare con gli Antenati, ma riceve la visita di Van Nguyen che lo informa che loro hanno eletto proprio lui nuovo reggente, infine Van mette Vincent al tappeto con la sua magia. Mentre Davina e Kol ballano al St. James Infirmary quest'ultimo inizia a bramare il sangue della gente, infatti gli Antenati stanno lentamente togliendo potere al St. James Infirmary, ma poi arriva Marcel che gli spezza l'osso del collo. Aurora assume il siero, poi Klaus la provoca dicendole che adesso che lei non morirà più dovrà passare tutta l'eternità a fare i conti con la sua pazzia e che nessuno la amerà mai; Aurora poi inizia a torturare Klaus. Intanto Elijah e Lucien si incontrano nella sala di un palcoscenico, Lucien cerca di convincerlo con le cattive a dirgli dove si trova Tristan, ma Elijah intuisce che in realtà Lucien non voglia salvarlo; quest'ultimo conferma la sua supposizione dato che ha sempre odiato Tristan, poi arriva Freya che lo sigilla, i tre vengono raggiunti dai vampiri della Strige che intrappoleranno Lucien nel cemento, ma poi gli Antenati tolgono potere al sigillo e Lucien uccide i vampiri della Strige mentre Elijah e Freya scappano. Aurora decide di togliersi la vita così il siero da lei assunto la farà risorgere come Bestia, ma poi arriva Camille che la sfida, Aurora cade nella trappola e viene aggredita da Hayley che si appresta a ucciderla, ma Klaus la ferma dato che se lo farà lei diventerà una Bestia, poi Aurora spezza il collo a Hayley. Marcel rimane solo con Kol al St. James Infirmary mentre Davina va al cimitero e vede un altare con delle candele che si stanno accendendo una a una, poi viene raggiunta da Vincent che le dice che gli Antenati stanno accendendo tutte le candele con la magia e quando saranno tutte accese il St. James Infirmary perderà i suoi poteri, intanto Kol, sotto il controllo degli Antenati, inizia a strangolare Marcel, ma Davina e Vincent uniscono i loro poteri e spengono tutte le candele, così il St. James Infirmary riprende potere e Kol risparmia Marcel, però quest'ultimo gli dice che deve lasciare New Orleans prima che faccia del male a Davina. Camille affronta Aurora non riuscendo però a competere con la sua forza, Aurora inizia a torturarla ma Hayley si riprende e attacca Aurora, infine Camille la narcotizza mettendola fuori combattimento, liberando Klaus. Marcel informa Davina che Kol ha lasciato New Orleans almeno finché lei non troverà un rimedio permanente al suo problema, Davina inizia a piangere ma Marcel la abbraccia dicendole che da quando conosce Kol questo è stato il gesto più altruista che gli abbia mai visto fare. Kol oltrepassa il confine di New Orleans ma inizia a sentirsi male, poi ritorna nel confine della città sentendosi meglio, infatti gli Antenati non gli permettono di lasciare New Orleans. Lucien torna al loft e vede la registrazione di ciò che è accaduto quando ha lasciato Klaus e Aurora da soli, infatti Aurora ignorava che Lucien stesse registrando tutto; Lucien guarda anche la parte in cui Aurora rivela a Klaus che non lo ama e che lo sta solo usando, inoltre nota che Klaus fissa la videocamera, infatti l'ibrido sapeva che Lucien stava registrando tutto, e questo scatena la sua ira dato che Klaus lo ha umiliato un'altra volta. Freya paralizza Aurora in uno stato dormiente così non potrà risvegliarsi e togliersi la vita, impedendole di risorgere e completare la trasformazione in Bestia, comunque Hayley incoraggia Klaus a non arrendersi con Camille perché anche se lei cerca di allontanarlo, questo non cambia che lo ama ancora. Mentre Camille è a casa sua riceve la visita di Lucien, lei si sente al sicuro dato che lui non può entrare senza il permesso della vicina a cui l'appartamento è intestato, ma Lucien le rivela di aver ucciso la vicina, quindi ora l'appartamento non è di proprietà di nessuno e dunque lui può entrarvi, infine Lucien morde Camille infettandola con il suo veleno mortale.
- Guest star: Nathaniel Buzolic (Kol Mikaelson), Andrew Lees (Lucien Castle), Rebecca Breeds (Aurora de Martel).
- Altri interpreti: Lawrence Kao (Van Nguyen).
- Ascolti USA: telespettatori 860 000 – share (18–49 anni) 1%[19]

## Morire d'amore
- Titolo originale: No More Heartbreaks
- Diretto da: Millicent Shelton
- Scritto da: Celeste Vasquez e Michael Narducci

### Trama
Lucien resta insieme a Camille a casa sua dopo averla morsa e infettata con il suo veleno, ma Camille scappa dopo averlo colpito con la stella del diavolo, raggiungendo la villa dei Mikaelson, dicendo a Klaus che lo ama dopo averlo informato che Lucien l'ha morsa. Vincent raggiunge la villa per aiutare l'amica, Freya le dà una pomata fatta con ingredienti magici che rallenterà il veleno, poi azzardano l'ipotesi che se il sangue di Klaus può guarire il suo stesso veleno allora, forse, anche il sangue di Lucien può guarire il suo, inoltre Hayley e Elijah vanno da Mary per prendere Hope dato che anche il suo sangue di ibrido potrebbe salvare Camille. Davina va al St. James Infirmary e lì trova Kol che le dice che non può lasciare New Orleans dato che se lo facesse gli Antenati lo farebbero essiccare, poi Davina riceve una chiamata da Marcel che la informa di Camille, quindi la giovane strega decide di affrontare Lucien; Kol prova a fermarla ma lei lo mette al tappeto con la sua magia. Klaus guarda il corpo privo di coscienza di Aurora, poi viene raggiunto da Camille e si scusa con lei per non averle permesso di vendicarsi di Aurora, ma Camille gli dice che ora per lei la vendetta non ha più senso nonostante nutra ancora del rancore nei suoi riguardi. Vincent e Mercel vanno a casa di Camille e raccolgono il sangue di Lucien che lui aveva perso a causa della stella del diavolo dal pavimento. Klaus scrive le volontà di Cami nella circostanza in cui dovesse morire, dove attesta che lascerà i suoi oggetti oscuri a Hayley che a sua volta darà a Hope quando sarà cresciuta, poi Klaus si arrabbia non potendo accettare l'eventualità che lei muoia. Lucien intanto festeggia in un bar dopo aver manipolato gli avventori con la compulsione, ma viene raggiunto da Davina che lo intrappola in un sigillo e fa perdere i sensi a tutti i presenti, inoltre decide di usare su di lui un incantesimo della verità per farsi dire come curare Camille, però gli Antenati disattivano il sigillo, Lucien le spiega che sono dalla sua parte e che per il suo veleno non esiste una cura. Infatti nemmeno il suo stesso sangue riesce a guarire Camille; Klaus usa la manipolazione mentale per farle passare un bel pomeriggio con lui in una caffetteria all'aperto, poi camminano per le strade di New Orleans mano nella mano. Davina rimprovera Lucien per quello che ha fatto alla sua amica affermando che se odiava Klaus allora avrebbe dovuto uccidere lui invece che prendersela con una persona innocente; Lucien le dice che Klaus gli portò via Aurora e che voleva ripagarlo con la stessa moneta, sicuro del fatto che quando sarà morta l'Ibrido Originale sarà devastato e che solo allora lo ucciderà. Poi lascia sola Davina, infatti le risparmia la vita dato che a suo dire gli Antenati la puniranno attraverso Kol. Intanto Elijah e Hayley tornano alla villa con Hope, ma nemmeno il sangue della piccola guarisce il veleno che si sta diffondendo sempre più velocemente, Vincent propone di usare il ciondolo di Freya per salvare lo spirito di Camille sigillandolo lì come fece con lo spirito di Finn, ma Freya gli dice che il ciondolo può ospitare solo lo spirito di un membro della famiglia Mikaelson, l'unica cosa che possono fare sarebbe trasferire lo spirito di Camille nel corpo di un'altra persona, ma Vincent è consapevole che Camille non coinvolgerebbe mai un innocente in questa faccenda. Davina va al St. James Infirmary e rimprovera Kol per non averle raccontato tutta la verità, infatti lui sapeva sin dall'inizio che gli Antenati, nel riportarlo in vita, gli hanno manipolato la mente per fargli uccidere Davina, così le chiede di paralizzarlo con il pugnale d'argento, così non farà del male a nessuno finché lei non troverà il modo di guarirlo, i due si baciano e Davina esaudisce la sua richiesta pugnalando il suo amato al cuore. Klaus proietta nella mente di Camille la notte in cui si conobbero anche se tutto inizia a svanire, infatti lei sta per morire, Camille spiega a Klaus che lui è circondato da persone che lo amano, poi si mette a piangere pensando al fatto che sta per morire, ma Klaus le dice che vivrà per sempre nei suoi ricordi grazie a tutto ciò che ha fatto per lui, confessandole finalmente il suo amore per lei. Camille gli dice di non aver mai pensato di poterlo rendere un uomo migliore perché c'è sempre stata bontà in lui sin dall'inizio e che grazie ad essa potrà mettere fine alla spirale di abusi a cui Mikael lo ha condannato e che grazie a questo lui potrà essere il padre che Hope merita. Cami muore mentre Klaus le promette che lei troverà la pace nella morte, così come anche lui, un giorno, la raggiungerà. Davina raggiunge la villa dei Mikaelson, Marcel abbraccia la sua amica facendole capire che Camille è morta, entrambi si mettono a piangere. Vincent, in lacrime al capezzale del corpo privo di vita di Camille, le dice che onorerà la sua memoria combattendo il male nel quartiere francese, anche Hayley, davanti al suo corpo, le dice che i Mikaelson le devono un favore e che avrebbe voluto che Hope la conoscesse. Nonostante il sangue di Lucien non abbia salvato Camille, esso può tornare ancora utile infatti Vincent e Freya intendono studiarlo per capire come fermare Lucien. Davina torna al St. James Infirmary mentre il quartiere francese viene colpito da un terremoto, Lucien in un bar sorride sapendo che questo è opera degli Antenati, infatti con la loro magia liberano Kol dal pugnale e manipolano la sua mente così che uccida Davina, dato che ormai nemmeno il St. James Infirmary riesce più a trattenere il potere degli Antenati, infine Kol la morde con violenza al collo uccidendola. Kol, sconvolto, stringe tra le braccia l'amata morta.
- Guest star: Nathaniel Buzolic (Kol Mikaelson), Andrew Lees (Lucien Castle).
- Ascolti USA: telespettatori 930 000 – share (18–49 anni) 1%[20]

## In cerca di vendetta
- Titolo originale: Where Nothing Stays Buried
- Diretto da: John Hyams
- Scritto da: Carina Adly MacKenzie e Christopher Hollier

### Trama
Marcel raggiunge Kol il quale tiene tra le braccia il corpo privo di vita di Davina; Marcel si mette a piangere, Kol gli spiega che l'ha uccisa perché gli Antenati lo hanno manipolato, Marcel fuori di sé dalla rabbia aggredisce Kol picchiandolo, ma dopo aver ripreso l'autocontrollo, gli dice che possono farla risorgere attraverso il piano ancestrale. Vincent dice a Freya che è riuscito a concentrare il siero nel corpo di Aurora nel suo cuore e che potrà estrarlo, mentre la strega Mikaelson lo informa che dalle ricerche di Esther, la quale aveva studiato diversi modi per invertire l'incantesimo per creare gli Originali, ha scoperto che è possibile invertire l'incantesimo del siero della Bestia, ma che solo coloro che hanno fatto l'incantesimo, ovvero gli Antenati, possono invertirlo e che questo è impossibile. Marcel e Kol vanno alla villa dei Mikaelson e chiedono aiuto a Elijah per riportare in vita Davina, infatti prima bisogna consacrarla così il suo spirito accederà al piano ancestrale, ma lì sarebbe preda degli Antenati, Klaus decide di aiutarli, mentre Lucien spinge Van a trovare il modo di farlo entrare nella villa dei Mikaelson, ma lo stregone gli dice che questo è impossibile dato che la villa è intestata a Freya e senza il suo permesso non può entrare, e quindi Klaus sarà al sicuro lì. Dunque Lucien decide di far uscire Klaus dalla villa usando come leva Rebekah. Vincent consacra Davina che accede al piano ancestrale, intanto Freya cerca di usare la Mano della Gloria incanalando potere da un Originale, Kol si offre volontario ma sua sorella gli spiega che questo non è possibile perché lui è stato contaminato dalla magia degli Antenati, quindi trae potere da Elijah, intanto Davina nel piano ancestrale incontra Kara che la marchia con una strana pietra, però grazie alla Mano della Gloria il suo spirito abbandona il piano ancestrale rimanendo al sicuro nella villa dei Mikaelson. Il quadro di Rebekah prende fuoco, infatti quello era il "sistema dall'allarme magico" che Freya aveva messo in piedi per vedere se qualcuno vuole compromettere i suoi fratelli con la magia, ciò vuol dire che Van sta cercando di localizzare Rebekah. Klaus confessa a Elijah che sapeva che aveva pugnalato Rebekah con il pugnale d'argento e che ha spostato il suo corpo nel Bayou, l'Ibrido Originale ha capito che Lucien vuole dare la caccia a Rebekah per attirarlo in una trappola, ma decide di andare ugualmente a prendere il corpo con Hayley. Kol spiega a Davina che la pietra con cui è stata marchiata distruggerà il suo spirito, intanto Freya confida a Elijah che esiste un modo per ottenere potere dagli Antenati invertendo la magia del siero di Lucien, ovvero rubarglielo attraverso lo spirito di Davina ma per farlo bisognerebbe portarla nel piano ancestrale e a quel punto gli Antenati la distruggeranno, poi Elijah parla con Klaus al cellulare per informarlo della cosa, ma Klaus si rifiuta nella maniera più assoluta di sacrificare Davina perché ciò vorrebbe dire farsi nemici Kol e Marcel. Dato che l'unica persona che può far risorgere Davina è il reggente, Kol e Vincent rapiscono Van, intanto Hayley dice a Klaus che è stato bello da parte sua preoccuparsi per Davina, ma l'Ibrido Originale afferma di averlo fatto solo per onorare Camille dato che era affezionata alla giovane strega, inoltre dice a Hayley che nonostante la morte di Jackson sia stata un duro colpo per lei questo non cambia che è Elijah la persona che ama davvero e che deve smetterla di allontanarlo. Recuperato il corpo di Rebekah, i due ibridi si apprestano a tornare a casa in auto, Elijah prova a telefonare a Hayley ma Lucien, alla guida di un'auto, manda fuori strada Klaus e Hayley, quindi Elijah capisce che Lucien li ha trovati e dunque lui e Freya decidono di sacrificare Davina. Quest'ultima parla con Marcel il quale rimprovera se stesso affermando di non averla protetta bene, ma Davina gli fa capire che lui non poteva proteggerla per sempre dal mondo ma che a prescindere da tutto gli vuole bene e che non scorderà mai quando la salvò la prima volta, a quel punto arriva Elijah che immobilizza Marcel e gli spezza l'osso del collo, mentre Freya nonostante le suppliche di Davina (seppur con rammarico) senza nessuna pietà porta il suo spirito nel piano ancestrale e lo usa per rubare potere agli Antenati. Klaus e Hayley affrontano Lucien non potendo nulla contro la sua ineguagliabile forza, ma poi arrivano Elijah e Freya, quest'ultima usa il potere degli Antenati e inverte la magia del siero di Lucien facendolo tornare un comune vampiro. Elijah lo mette in ginocchio, e nonostante Lucien abbia capito che per lui è finita fa tenere presente ai Mikaelson che non sono ancora fuori pericolo perché la profezia sulla loro morte non è stata ancora scongiurata. Klaus con un pezzo di vetro infligge a Lucien un taglio in entrambe le estremità della bocca (come fece Tristan quando era ancora un umano) e poi lo uccide strappandogli il cuore e poi dà fuoco al suo corpo. Kol e Vincent tornano alla villa dei Mikaelson con Van mentre nel piano ancestrale Kara usa la pietra su Davina; purtroppo Van non riesce a riportarla in vita infatti ormai non c'è più niente da fare. Kol, arrabbiato, decide di uccidere Van ma Vincent lo convince a risparmiarlo, Marcel rimprovera Kol affermando che è solo colpa sua e della sua famiglia se Davina è morta. Elijah e Klaus cercano parlare con Marcel dicendogli che non avevano altra scelta se non sacrificare Davina ma lui rinfaccia tutta la sua rabbia ai due fratelli facendo tenere loro presente che ha fatto di tutto per aiutarli: ha combattuto per Hope, ha difeso Hayley, si è infiltrato nella Strige e ha protetto Klaus dalla quercia bianca, senza ricavarci nulla di buono affermando che Tristan, Aurora e Lucien avevano ragione nel giudicarli male perché per i Mikaelson tutti coloro che non fanno parte della famiglia sono sacrificabili. Freya cerca di scusarsi con Vincent dicendogli che per lei era di vitale importanza salvare i suoi fratelli, ma lui non vuole nemmeno sentirle le sue giustificazioni facendole notare che per salvare i suoi fratelli, i quali hanno già vissuto le loro vite, ha sacrificato quella di una brava ragazza, accusando Freya di essere un'egoista. Kol va da Van e lo uccide dato che ora che Davina è morta non vale più la pena frenare i suoi istinti peggiori. Mentre Klaus è da solo con Hope viene raggiunto da Freya che gli dice che dovrebbe trovare consolazione nel fatto che ha vendicato Camille e protetto la famiglia, ma Klaus le fa capire che non c'è nulla da festeggiare perché per sconfiggere Lucien hanno sacrificato Davina, una persona a cui Camille teneva molto e che la famiglia ora è divisa, affermando che Lucien in realtà ha vinto. Vincent va a trovare Marcel a casa sua, il vampiro gli dice che non vuole compagnia, ma Vincent gli fa prendere atto che Camille e Davina sono morte per colpa dei Mikaelson e che non possono rimanere impuniti, ricordando a Marcel di quando lui cacciò via i Mikaelson da New Orleans portando in città Mikael, la persona che più temevano, spronando Marcel a combattere contro di loro aggiungendo però che questa volta sarà proprio Marcel la persona che più temeranno; infatti Vincent gli fa un inaspettato dono, ovvero il siero che circolava nel corpo di Aurora che l'avrebbe trasformata nella Bestia, infatti Vincent lo ha estratto dal suo cuore, incoraggiando Marcel ad assumere il siero e a diventare una Bestia così da poter sconfiggere i Mikaelson dicendogli "New Orleans è la nostra casa Marcel, e ora ce la riprenderemo".
- Guest star: Nathaniel Buzolic (Kol Mikaelson), Andrew Lees (Lucien Castle).
- Altri interpreti: Lawrence Kao (Van Nguyen), Joyce Thi Brew (Kara Nguyen).
- Ascolti USA: telespettatori 830 000 – share (18–49 anni) 1%[21]

## Il nuovo re
- Titolo originale: Give 'Em Hell, Kid
- Diretto da: Jeffrey Hunt
- Scritto da: Ashley Lyle e Bart Nickerson

### Trama
Viene celebrato il funerale irlandese di Camille, come lei aveva sempre voluto, al quale prendono parte molte persone, tra cui i Mikaelson, mentre Marcel, Kol, Josh e Vincent fanno una piccola cerimonia privata per Davina davanti alla sua tomba. Vincent recita un verso del Siracide, invece Josh esprime l'affetto che provava per Davina dicendo che la considerava una sorella che le voleva molto bene, Marcel aveva scritto un discorso ma poi decide di non leggerlo, limitandosi soltanto a giurare vendetta contro i Mikaelson, mentre Kol non trova la forza di dire nulla. Marcel va al funerale di Camille per porgere i suoi omaggi alla memoria dell'amica, senza nemmeno rivolgere la parola a Klaus, il quale non lo biasima per la sua rabbia. Freya, che non è andata al funerale, cerca di usare le spoglie di Alexis per approfondire meglio la profezia grazie al fatto che le Antenate hanno potenziato la sua magia, poi viene raggiunta da Kol che le rinfaccia il suo disprezzo per aver impedito la resurrezione della sua amata affermando che se la sua famiglia morisse a lui non gli importerebbe. Marcel fa vedere a Josh il siero che lo trasformerà nella Bestia permettendogli di combattere contro i Mikaelson, ma Josh lo invita a non essere precipitoso perché dichiarare guerra agli Originali potrebbe essere pericoloso. Kinney, che aveva preso parte al funerale di Camille, va a bere con Vincent e gli chiede come abbia fatto Camille a morire dato che le cause della sua morte sono troppo misteriose, alla fine Vincent confessa all'amico dell'esistenza del soprannaturale, poi gli fa vedere un oggetto magico che apparteneva alla sua defunta moglie, un Dépôt D'argent, capace di convogliare ogni tipo di potere oscuro, ciò che Vincent vuole e usarlo per chiudere tutti i collegamenti tra il mondo dei vivi e l'oltretomba così le Antenate, che senza nessuna pietà hanno sancito le morti di Camille e Davina tramite Lucien e Kol, non potranno più fare del male a nessuno. Klaus va da Marcel per dirgli che gli dispiace ma che è stato necessario impedire la resurrezione di Davina altrimenti Lucien avrebbe ucciso tutti i Mikaelson, ma Marcel, colmo di collera, gli dice che questa volta non si limiterà ad accettare la morte di Davina facendosene una ragione; Klaus lo invita a seguirlo in un posto. Freya cerca di approfondire la profezia e quando Elijah la tocca entrambi vedono che la Bestia che causerà la caduta dei Mikaelson è Marcel, infatti Fraya scopre che nel corpo di Aurora non c'è più il siero capendo che Vincent lo ha estratto, per poi darlo a Marcel, facendo tenere presenta a Elijah che nel caso Marcel diventi una Bestia questa volta non potrà usare il potere delle Antenate per fermarlo come ha fatto con Lucien, e che quindi sarà inarrestabile. Kol intanto avverte una strana presenza e per un momento vede nello specchio l'immagine di Davina, capendo che il suo spirito cerca di mettersi in contatto con lui. Kinney e i suoi colleghi della polizia fanno irruzione nel covo di alcuni stregoni e li arrestano con una scusa, poi Vincent prende dal loro laboratorio il necessario per attivare il Dépôt D'argent, che dovrà usare nel mondo degli spiriti, Kol si offre di aiutarlo dato che vuole raggiungere pure lui il mondo dei morti per parlare con Davina. Klaus porta Marcel nel vecchio ponte dove un tempo loro due avevano sparso le ceneri di suo padre, Klaus gli dice che loro due sono uguali ma che Marcel ha il potenziale per essere migliore di lui, e che lo considera uno di famiglia, un figlio, però Marcel non sente ragioni affermando di aver sempre visto Klaus come un mentore e un salvatore, ma mai come uno di famiglia. Nel cimitero di New Orleans Vincent e Kol usano un incantesimo per raggiungere il mondo degli spiriti portando con loro il Dépôt D'argent usando Josh come ancora per il mondo dei vivi, nell'oltretomba incontrano Davina che rimanda Vincent nel mondo dei vivi infatti attiverà lei il Dépôt D'argent, poi lei e Kol si dichiarano amore reciproco e Davina gli chiede di ringraziare Josh e Marcel per essere stati degli amici e una famiglia per lei, l'Originale torna nel mondo dei vivi mentre Davina attiva il Dépôt D'argent, alcune cripte nel cimitero esplodono ciò vuol dire che i ponti che legavano il mondo dei vivi all'oltretomba non esistono più e che le Antenate non saranno più un problema. Elijah raggiunge Klaus e Marcel informando suo fratello che Marcel è in possesso del siero che lo trasformerà nella Bestia, lui informa gli Originali che non vuole trasformarsi per fare loro dal male ma solo per tutelarsi, e che se lui è di famiglia come Klaus aveva precedentemente affermato allora la cosa non dovrebbe rappresentare un problema per loro. Klaus e Elijah però non intendono permetterlo, infatti ciò che vuole Marcel è sottolineare la loro ipocrisia perché l'unico modo che i Mikaelson hanno per relazionarsi con gli altri è nella consapevolezza di poterli usare e manovrare a loro piacimento forti della loro superiorità, e che per loro è inconcepibile che una persona a loro vicina gli sia superiore, aggiungendo che Lucien aveva le sue buone ragioni per odiarli e che lui voleva uccidere solo i Mikaelson e che hanno coinvolto Davina in una faccenda che non la riguardava, perché i Mikaelson fanno ciò che vogliono e "sempre e per sempre" è solo la scusa che usano per assolversi da ogni responsabilità, affermando che anche se non diventerà una Bestia troverà ugualmente il modo di rovinare le loro vite. Elijah uccide Marcel strappandogli il cuore, il suo corpo cade dal ponte finendo in acqua. Kinney ringrazia Vincent per avergli detto la verità, anche Vincent ringrazia il poliziotto per l'aiuto. Klaus si arrabbia con Elijah per ciò che ha fatto, ma lui gli dice che Marcel li avrebbe distrutti perché secondo la profezia loro sarebbero morti per mano di un amico, un nemico e un famigliare, e purtroppo Marcel rispecchiava tutti questi aspetti. Elijah va da Hayley e disperato le confessa di aver ucciso Marcel, la ragazza lo abbraccia e chiede a Klaus di perdonare suo fratello; Hayley e Elijah si baciano. Klaus va a casa di Marcel e incontra Josh e Vincent dicendo loro che Marcel è morto, poi li lascia soli. Josh si sente in colpa perché è stato lui a persuadere Marcel a non prendere il siero, ma Vincent rivela al vampiro che Marcel in realtà aveva preso il siero nell'istante preciso in cui glielo aveva offerto; infatti nelle profondità delle acque Marcel ritorna in vita trasformandosi nella Bestia.
- Guest star: Nathaniel Buzolic (Kol Mikaelson), Jason Dohring (Detective Will Kinney), Steven Krueger (Josh Rosza).
- Altri interpreti: Todd Anthony (Stregone).
- Ascolti USA: telespettatori 790 000 – share (18–49 anni) 1%[22]

## La profezia
- Titolo originale: The Bloody Crown
- Diretto da: Matt Hastings
- Scritto da: Beau DeMayo e Diane Ademu-John

### Trama
L'episodio riapre da dove si era conclusa la puntata precedente; Marcel nelle profondità delle acque ritorna in vita come Bestia e ripensa alla sua infanzia, quando Klaus lo invitò a far parte della sua famiglia o quando Elijah gli insegnò a suonare il pianoforte, poi riemerge dalle acque ansioso di consumare la sua vendetta. Marcel raduna a New Orleans tutti i vampiri della linea di sangue di Klaus che nutrono astio contro quest'ultimo e Vincent, non volendo vittime innocenti di sorta, esprime preoccupazione per gli abitanti del quartiere, non volendo che vengano coinvolti nella guerra imminente. Marcel stermina i restanti membri della Strige per risolvere il problema. I Mikaelson intanto si godono dei momenti di serenità: Elijah è a letto con Hayley dopo aver fatto l'amore con lei mentre Klaus passa un po' di tempo con Hope, invece Freya e Kol scoprono che i nemici di Klaus stanno arrivando e la famiglia, nonostante il brutto momento, deve cooperare per difendersi. Marcel e la folla di vampiri entrano nella casa dopo aver fatto annullare la proprietà della residenza, prima affidata a Freya. La strega viene ferita alle spalle da una vampira per ordine di Marcel con il veleno della Strige che la ucciderà entro qualche ora. Klaus spera di poter parlare con Marcel mentre Elijah gli dice che se vuole vendicarsi è lui che deve uccidere. Marcel, però, sa che inimicarsi un Mikaelson significa inimicarseli tutti, quindi dichiara guerra. Kol cerca di fargli capire che Davina non vorrebbe vederlo così, ma Marcel risponde mordendolo memore del fatto che è stato proprio Kol a ucciderla, Elijah e Klaus in seguito a ciò lo attaccano ma Marcel, forte dei suoi poteri di Bestia li sconfigge facilmente e morde pure Elijah, quindi lui e Kol moriranno entro la fine della giornata. Klaus, furente, si appresta a combattere, ma Rebekah, liberata da Hayley, ferma i due, e dice a Klaus di andarsene con Elijah, Kol e Freya mentre lei parlerà con Marcel. I due discutono e Rebekah, pur non giustificando ciò che i suoi fratelli hanno fatto a Davina, gli chiede di curare la sua famiglia, ma Marcel le spiega che non esiste alcuna cura. Rebekah, distrutta, si infuria con l'ex amante perché lui non è mai stato così crudele e arrogante da permettersi di giudicare chiunque volesse a suo piacimento. Marcel, così, decide di indire un processo-farsa contro Klaus, intimandogli di presentarsi o i vampiri suoi nemici daranno loro la caccia uccidendo chiunque incontrino. Vincent e Kinney vanno nella palestra di Marcel a vedere il massacro compiuto da quest'ultimo ai danni della Strige, ma uno dei vampiri è sopravvissuto e quasi uccide Kinney prima di essere fermato ed eliminato da Vincent. Nell'attico di Lucien, Klaus scopre che le fiale di antidoto di Lucien contro il veleno della Strige sono state distrutte da Marcel, quindi Freya presto morirà. Klaus afferma che Marcel la pagherà ma Elijah gli chiede di non cercare vendetta, infatti Elijah rimprovera solo se stesso conscio che è stato lui a causare tutto ciò. Freya ha infine un'idea per salvare tutti, ma perché ciò avvenga Klaus deve assolutamente restare in vita e lui non può non presentarsi nella residenza, nel frattempo distrutta dagli atti vandalici dei vampiri suoi nemici. Klaus chiede ad Hayley di occuparsi di Hope, dopodiché torna alla casa e fa il suo ingresso nella sala principale insieme a Rebekah. Marcel ha improvvisato un trono in mezzo alla sala dal quale giudicare Klaus ed elenca alcune delle crudeltà commesse dall'ibrido ai danni dei presenti. Rebekah prende le sue difese, ma Marcel sfrutta la maledizione che attecchisce di nuovo su Rebekah per manipolarla a schierarsi contro il fratello. Klaus, alla fine, interviene con una delle sue arringhe facendo notare loro che sono immortali soltanto grazie a lui e che fintanto loro resteranno in vita non lo dimenticheranno mai e che il dolore della morte durerà poche ore, vale a dire un nulla rispetto alle sofferenze da lui inflitte ad ognuno di loro e Rebekah rincara la dose dicendo che Klaus dovrebbe soffrire molto prima di morire. Marcel, quindi, decide che il suo fato sarà peggiore della morte e che lo pugnalerà con la lama di Papa Tunde, lasciandolo in uno stato di infinita agonia fisica e psicologica finché non deciderà di ucciderlo definitivamente col suo morso. Marcel punisce così l'Ibrido Originale in memoria dei suoi amici morti per colpa sua (Davina, Camille, Diego, Thierry e Gia) ma anche per se stesso, e lo pugnala ma con la lama davanti a tutti i vampiri nemici di Klaus che esultano per la caduta del loro sire, mentre Rebekah va nella casa accanto e chiama Hayley, dicendole che Klaus ha portato a termine la sua parte. Freya, così, inizia un incantesimo al termine del quale tutti i fratelli Mikaelson, meno Klaus, cadono in un sonno profondo, lo stesso che usava Dahlia, così anche se il veleno continuerà a circolare nei loro corpi i Mikaelson non moriranno dato che resteranno dormienti in una fase di stasi. Vincent va poi da Marcel, che guarda Klaus agonizzante e paralizzato sul pavimento, e gli spiega che per le sue azioni scellerate Kinney è in gravi condizioni e di aver capito che Marcel non è migliore dei Mikaelson poiché è pronto a calpestare chiunque per ottenere ciò che vuole, indipendentemente dalle conseguenze sugli altri. Subito dopo lo informa di aver ripreso la chiesa che lui aveva trasformato in una palestra e di volerla rendere nuovamente una chiesa e un rifugio dove chiunque, indipendentemente dalla razza, sarà accolto purché sia stanco dei disastri commessi da Marcel, dai Mikaelson e dal loro giuramento "sempre e per sempre". Marcel, il quale crede erroneamente che tutti i Mikaelson (a eccezione di Klaus e Rebekah) siano morti, mura poi il corpo privo di coscienza di Klaus all'interno di una cripta del cimitero. Elijah, Kol, Rebekah e Freya si ritrovano all'interno di una chambre de chasse, un mondo creato da Freya dove loro quattro potranno stare insieme in pace finché Hayley non avrà trovato una cura per ognuno di loro, ma al tempo stesso sono consapevoli che nel frattempo Klaus si è sacrificato e che sta soffrendo atrocemente. Hayley chiude nelle bare i quattro Mikaelson e li porta via con Hope all'interno di un furgone lontano da New Orleans, alla ricerca di una cura per ognuno di loro. Accanto ad Hope c'è una lettera di Klaus in cui la informa che non sa quando potrà riabbracciarla e di non sentire la sua mancanza perché si è sacrificato per la salvezza delle persone che ama e che il suo unico e solo rimpianto è il fatto che non potrà vedere crescere lei, che è e sarà sempre la loro "speranza".
- Special guest star: Claire Holt (Rebekah Mikaelson).
- Guest star: Nathaniel Buzolic (Kol Mikaelson), Jason Dohring (Detective Will Kinney).
- Altri interpreti: Selena Anduze (Strega).
- Ascolti USA: telespettatori 850 000 – share (18–49 anni) 2%[23]